# Garrulus glandarius
La ghiandaia (Garrulus glandarius (Linnaeus, 1758)) è un uccello passeriforme appartenente alla famiglia dei Corvidae.

## Etimologia
Il nome scientifico della specie, glandarius, deriva dal nome tardo latino utilizzato per designare questi uccelli (come attestato negli scritti di Polemio Silvio), col significato di "produttore di ghiande" (in latino glans), in virtù delle abitudini alimentari di questi uccelli.

## Descrizione

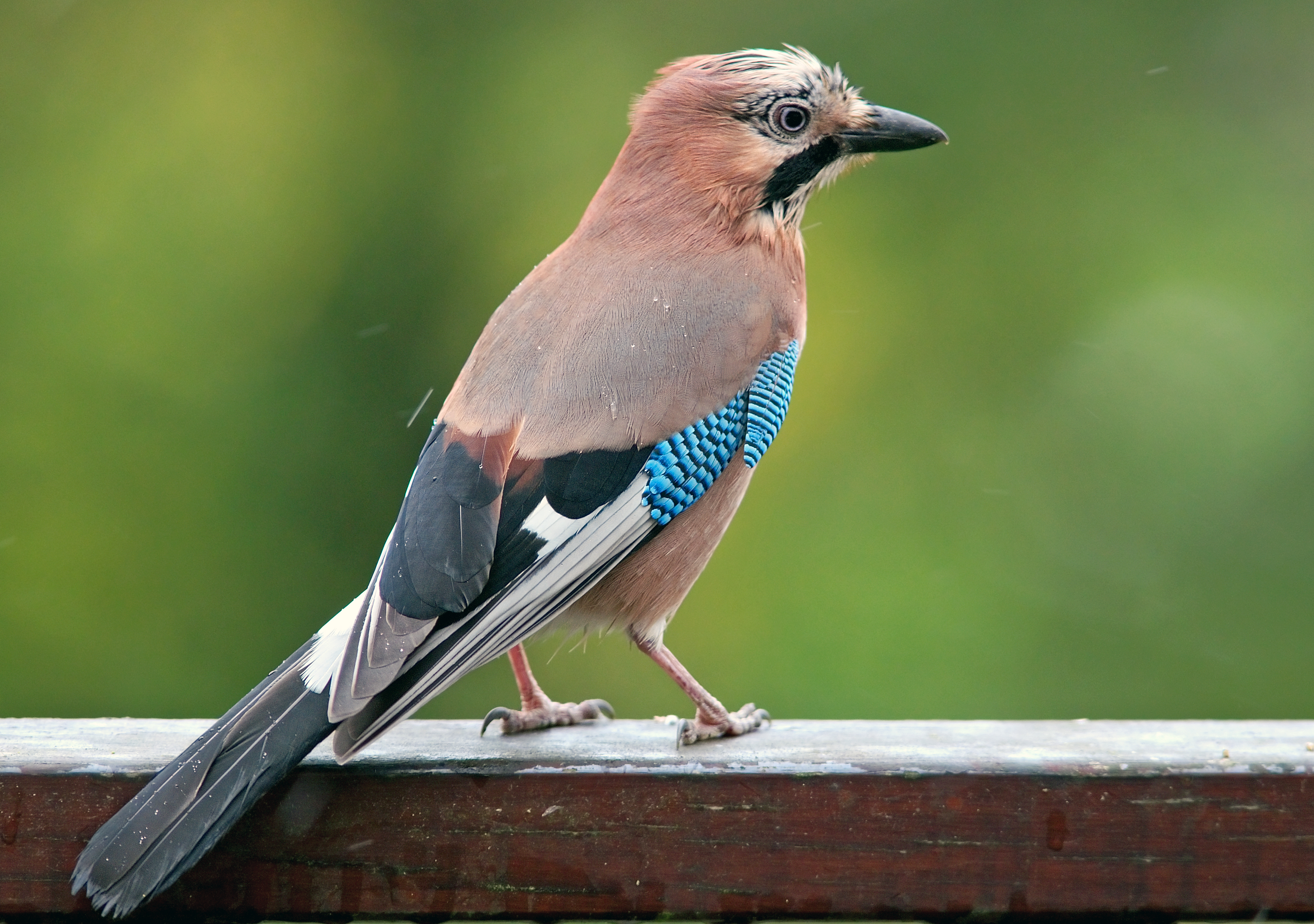
Esemplare nei pressi di Hamois.

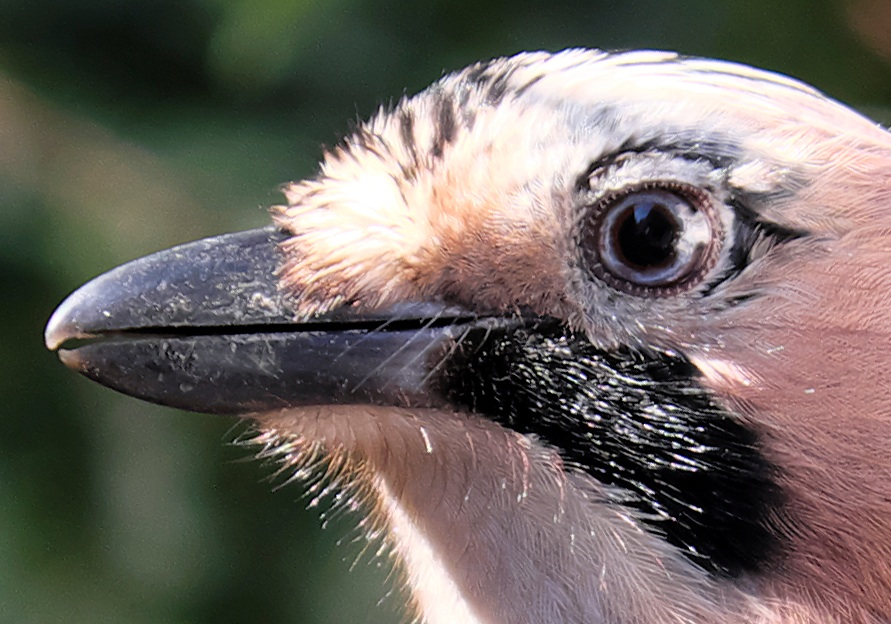
Primo piano di ghiandaia.

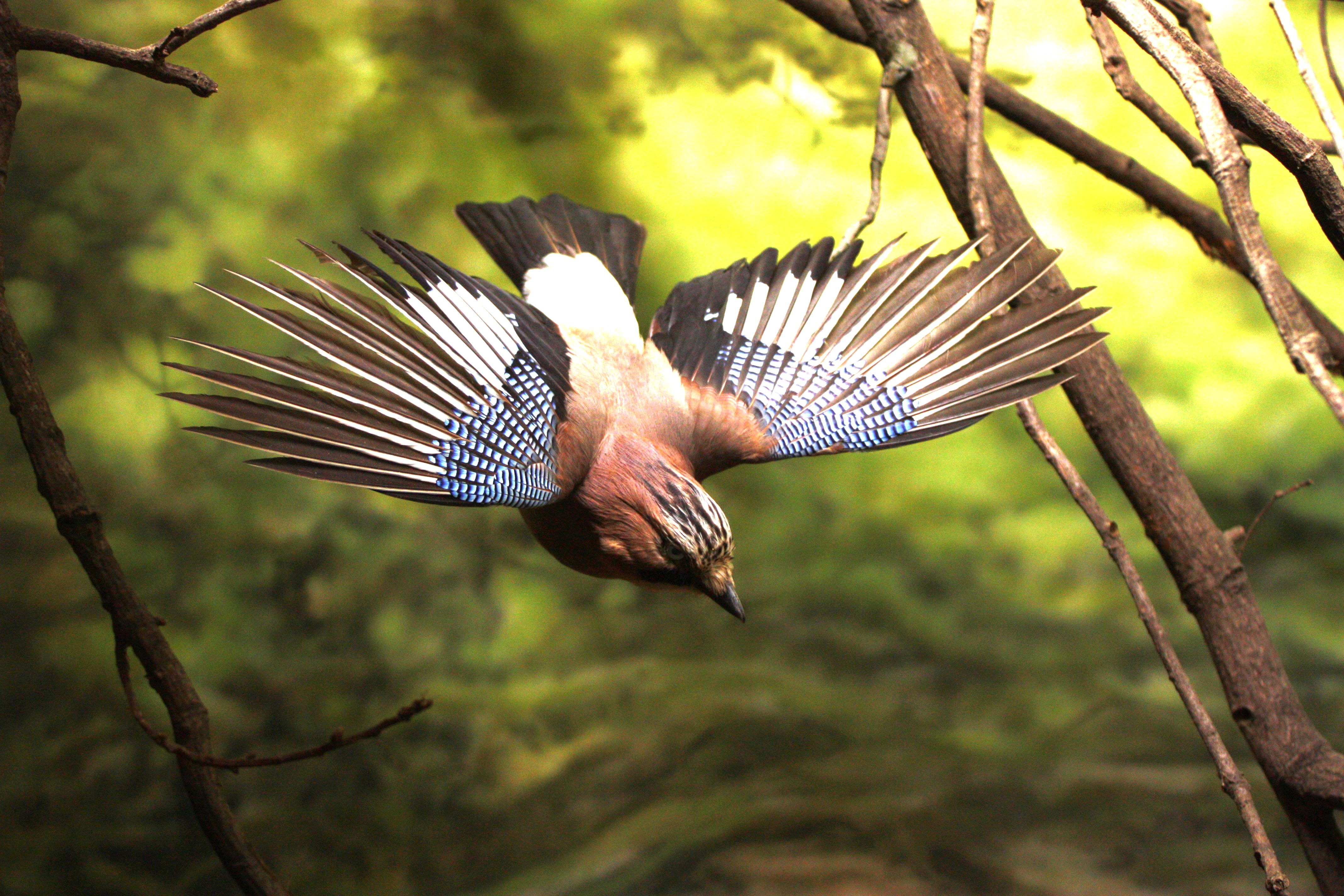
Esemplare in volo a Brema mette in evidenza il caratteristico colore di ali e groppa.

### Dimensioni
Misura 32–37 cm di lunghezza, per 129-197 g di peso e un'apertura alare di 52–58 cm.

### Aspetto
Si tratta di uccelli dall'aspetto robusto, muniti di grossa testa squadrata e allungata con becco forte e conico e penne del vertice erettili che formano una cresta che l'animale alza in caso di eccitazione o interesse: le zampe sono forti, le ali arrotondate e digitate e la coda è piuttosto lunga (poco meno della metà del totale) e presenta estremità cuneiforme.
Il piumaggio è inconfondibile: l'area attorno alle narici, la gola, l'area attorno agli occhi ed il sottocoda sono di colore bianco puro, mentre fronte e vertice presentano penne bianche dalla punta nera. Ai lati del becco è presente un largo mustacchio nero che curva verso il basso fino al margine superiore del collo. Nere sono anche le remiganti secondarie e quelle primarie (queste ultime solo nel terzo distale e alla base, essendo per il resto bianco-argentee) e la coda (anche questa bianca alla base). Le copritrici presentano un distintivo colore azzurro acceso, inframezzato da bande orizzontali nere orlate di bluastro, unico fra gli uccelli europei, che rende la ghiandaia inconfondibile anche in volo, assieme alle larghe bande alari bianche e nere. Il resto della livrea si presenta invece di colore grigio-beige con sfumature rosate, particolarmente evidenti su nuca e petto, mentre il ventre tende ad essere lievemente più chiaro e dorso e ali mostrano invece maggiore tendenza al grigiastro.

La livrea dei due sessi è simile, mentre sussistono variazioni anche consistenti a livello regionale: alcune popolazioni presentano occhi scuri anziché chiari, oppure testa interamente bianca, mentre in altre il bianco cefalico è assente, così  come variabili sono la presenza e l'estensione delle bande bianche alari e l'intensità della sfumatura rossiccia del piumaggio.
Le zampe sono di colore grigio-nerastro, il becco è nero e gli occhi sono di un caratteristico colore grigio-azzurro.

## Biologia

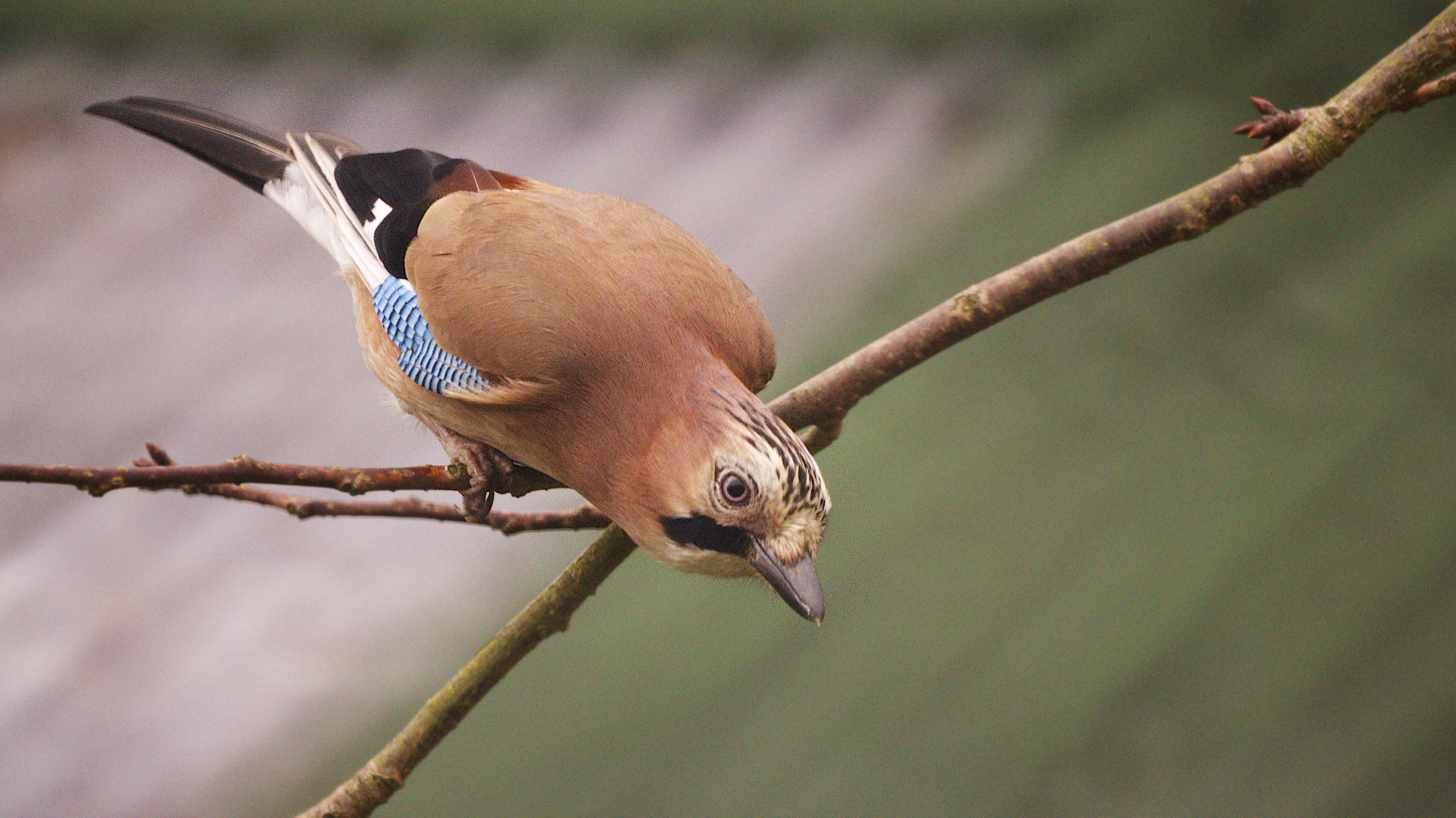
Esemplare controlla i dintorni nel Dorset.

La ghiandaia è un uccello che vive generalmente a coppie, ma che può essere talvolta osservato anche in gruppetti, i quali si dimostrano tuttavia molto fluidi e facilmente tendenti allo sparpagliamento e alla dispersione dei singoli esemplari.

Questi uccelli, dalle abitudini di vita essenzialmente diurne, si muovono indifferentemente fra i vari strati delle aree boschive, passando al suolo il tempo impiegato per la ricerca del cibo, fra i cespugli e il sottobosco i periodi di riposo o di osservazione dei dintorni e fra i rami degli alberi i momenti di fuga dai predatori o le ore notturne.

Non di rado, le ghiandaie possono essere osservate mentre si fanno pulire il piumaggio dalle formiche rosse mediante la tecnica del "bagno di formiche".
Il richiamo delle ghiandaie è inconfondibile: aspro e stridente, viene emesso molto frequentemente, e può essere udito soprattutto durante i mesi caldi. La ghiandaia è in grado inoltre di imitare i suoni percepiti nell'ambiente circostante, dal canto degli uccelli (compresi i richiami dei propri potenziali predatori, fra cui l'allocco) alla voce umana.

### Alimentazione

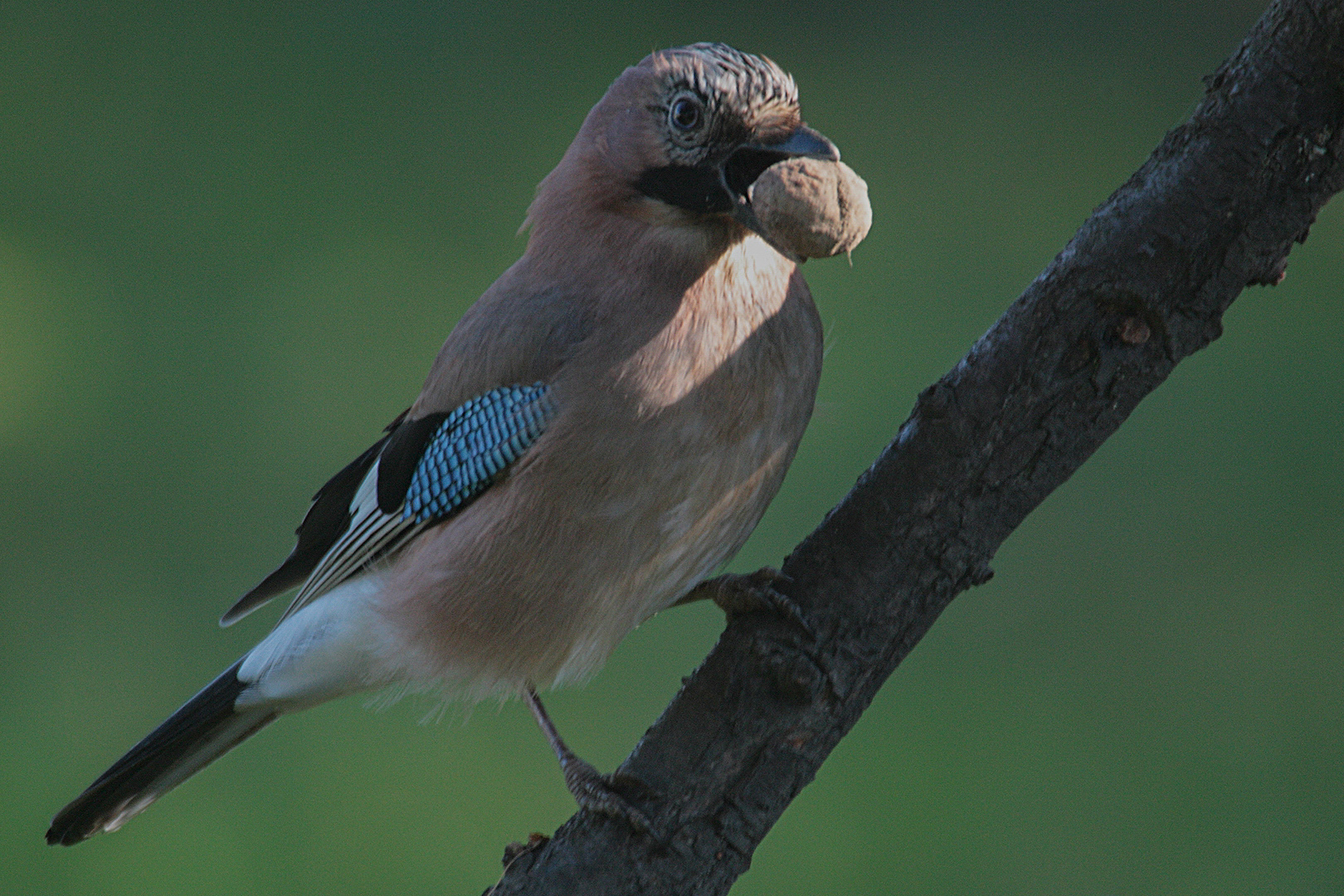
Esemplare con noce nel becco a Łódź.

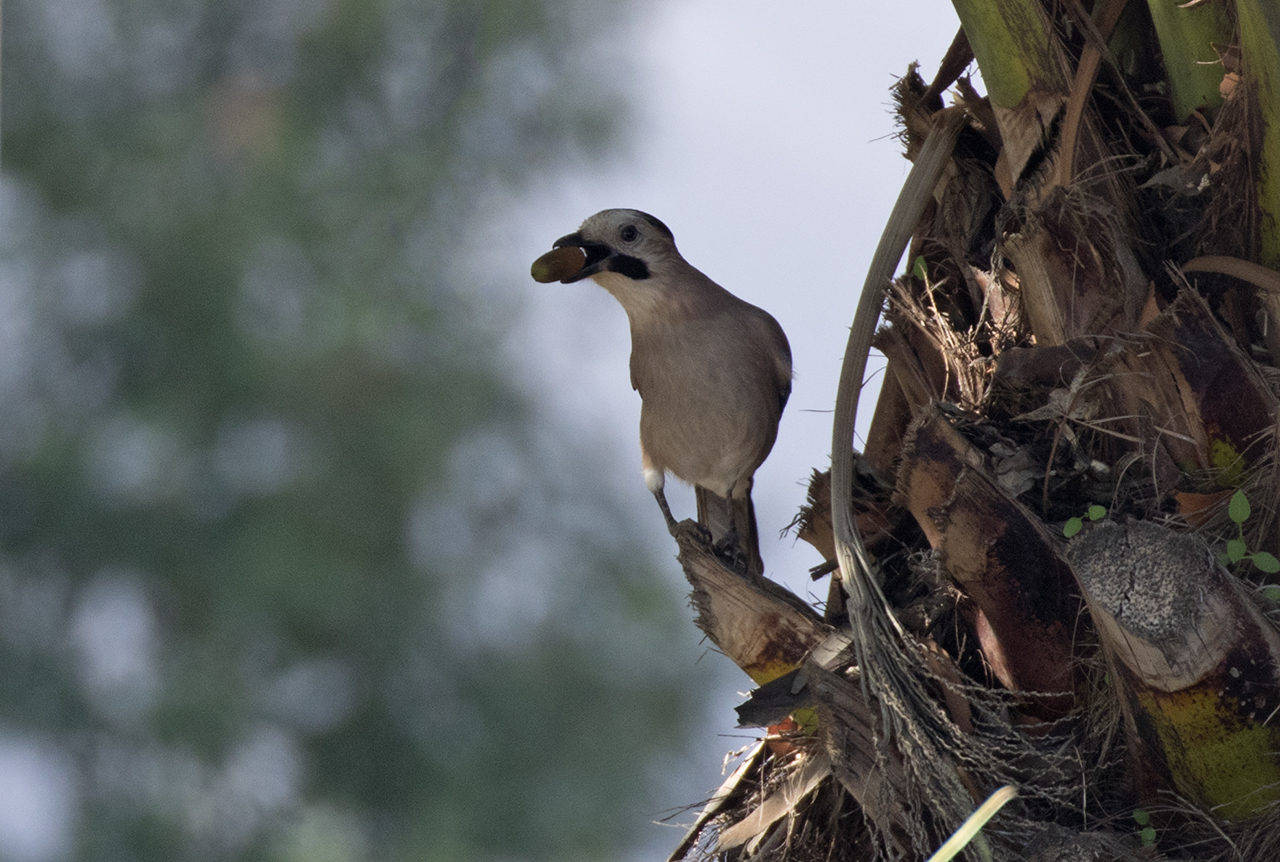
Esemplare con ghianda nel becco nei pressi di Adana.

La ghiandaia è un uccello tendenzialmente onnivoro: la porzione carnivoro/insettivora della dieta di questi animali, preponderante durante la stagione riproduttiva (quando il fabbisogno energetico risulta aumentato dalle attività di corteggiamento e allevamento della prole) comprende grossi insetti e larve (particolarmente importante è la funzione di pesticida naturale che questo uccello svolge nelle pinete a pino nero, dove tiene a bada la processionaria), piccoli mammiferi (roditori, pipistrelli e topiragni) e rettili (lucertole, gechi e financo piccoli serpenti), nidiacei e uova di piccoli uccelli reperiti nei nidi. Il nome comune e quello scientifico di questa specie rivelano, tuttavia, le sue preferenze alimentari. Le ghiande costituiscono infatti più della metà della dieta di questo animale e rappresentano la parte più importante del suo sostentamento durante la stagione invernale: la porzione vegetale dell'alimentazione della ghiandaia comprende inoltre faggiole, castagne, noci, nocciole, granaglie, bacche (soprattutto more e sorbi) e frutti (in particolar modo mele e fichi).

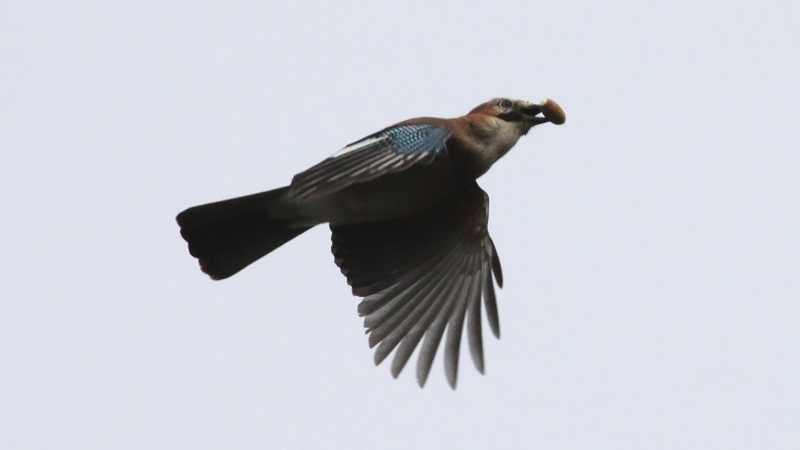
Esemplare in volo con cibo nel becco.

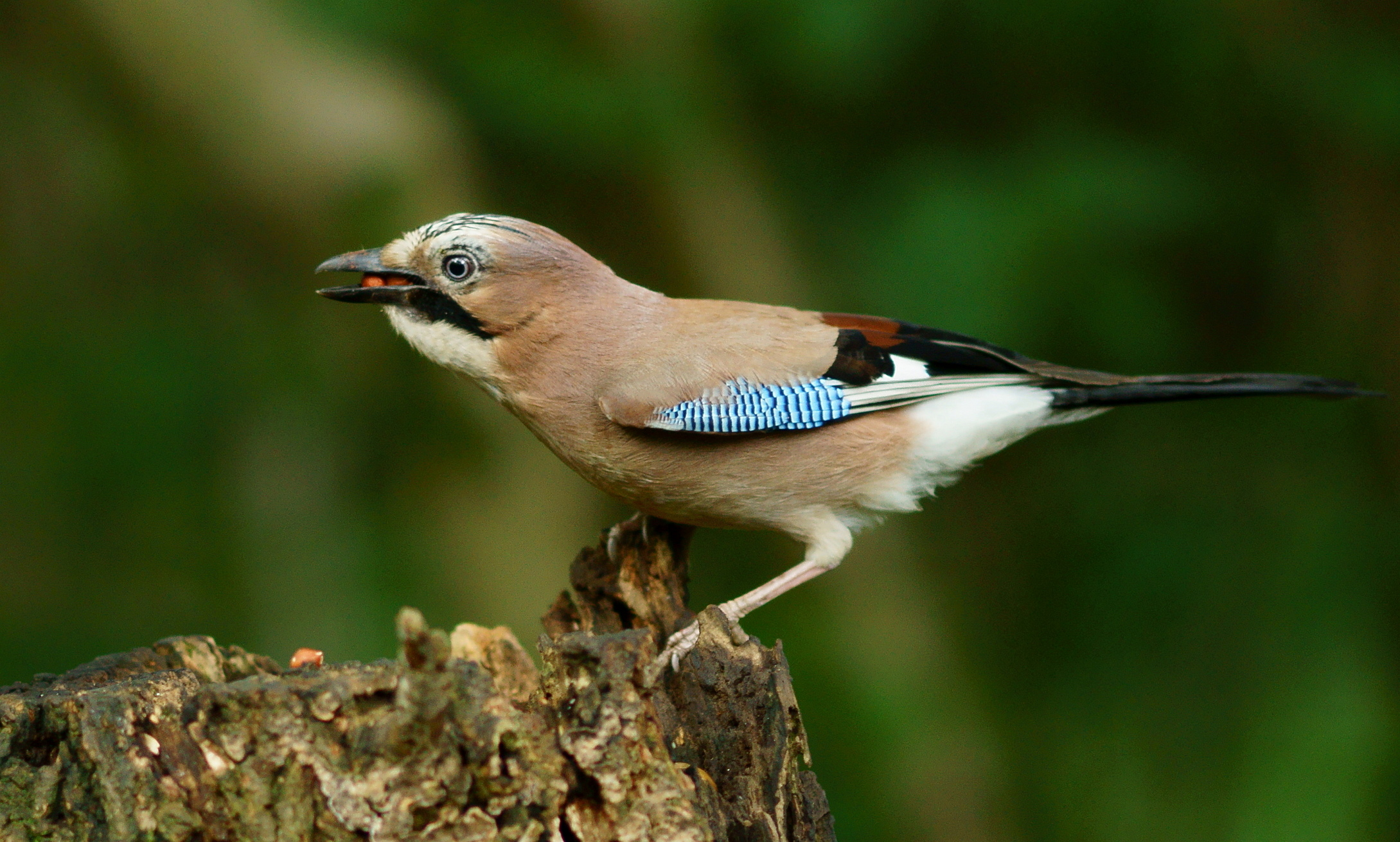
Esemplare preleva arachidi da una mangiatoia sull'isola di Wight.

La ghiandaia è nota per essere molto attiva nello stipare il cibo in eccesso (soprattutto ghiande) in numerosi nascondigli posizionati nei ceppi, sotto la corteccia degli alberi o al suolo, in un ampio raggio (fino a 20 km di distanza dal sito di raccolta) del suo territorio, badando bene di non essere osservata da altri esemplari durante tale operazione: tali provviste vengono accumulate durante tutto l'anno, con picchi verso la fine dell'estate, allo scopo di far fronte agli eventuali rigori dell'inverno con scorte di cibo adeguate.

Il fatto che un singolo esemplare possa seppellire circa un migliaio di ghiande l'anno ha fatto sì che prima dell'intervento umano le ghiandaie siano state il principale vettore d'espansione della farnia e del leccio, in particolar modo la rapida espansione di queste specie verso nord subito dopo la fine dell'ultima era glaciale sembrerebbe in massima parte attribuibile alla dispersione da parte di questi uccelli.

### Riproduzione

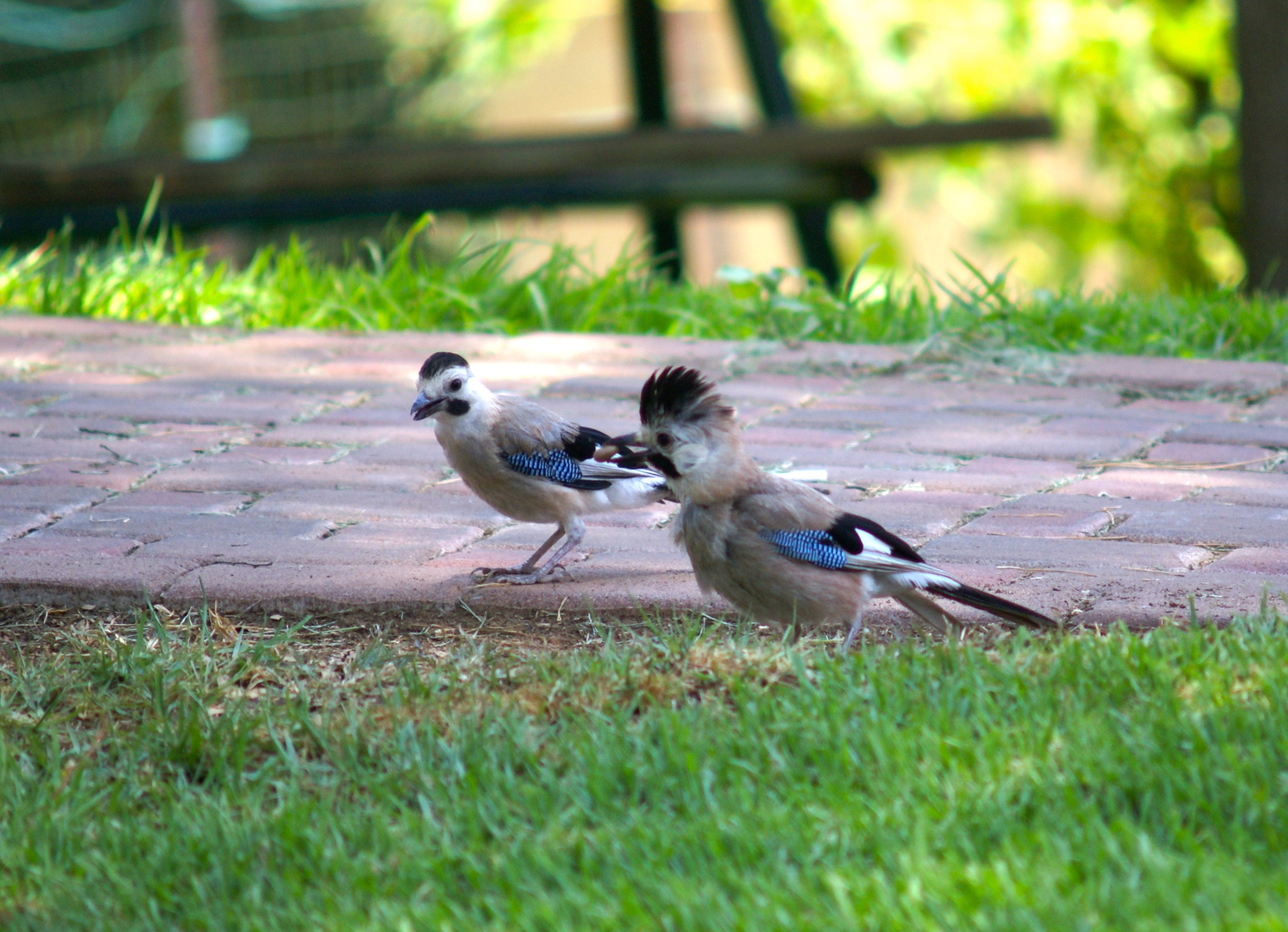
Coppia al suolo in Israele.

La ghiandaia è un uccello rigidamente monogamo, nel quale le coppie tendono a rimanere insieme per molti anni.

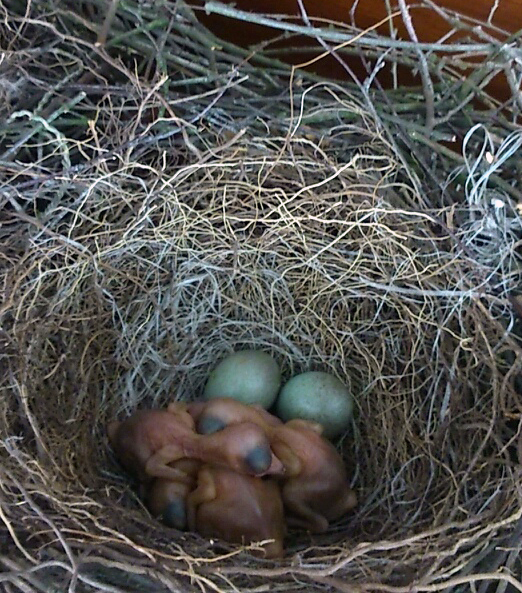
Nido con uova e nidiacei in Polonia.

La stagione riproduttiva comincia verso la metà di aprile, una decina di giorni prima nel sud dell'areale (anche se nel Levante le prime deposizioni avvengono già in febbraio) e un paio di settimane più tardi nel nord dello stesso: ambedue i sessi collaborano in tutte le fasi dell'evento riproduttivo. Il maschio corteggia la femmina emettendo un canto rauco e sgraziato e facendole offerte di cibo. Le piume di Garrulus glandarius riflettono la luce UV, pertanto le manifestazioni di corteggiamento risultano più appariscenti agli individui di questa specie rispetto a quanto possibile osservare dall'essere umano.
Il nido, a forma di coppa appiattita, viene costruito fra i rami degli alberi o dei cespugli più alti (sebbene in genere non molto al di sopra dei due metri di quota) da ambedue i sessi intrecciando rametti, sterpi, fili d'erba e pagliuzze per la parte esterna e foderando l'interno con materiale più soffice, ma sempre di origine vegetale, come radichette e muschio.

All'interno del nido la femmina depone 4-7 uova di colore azzurro-grigiastro con rada picchiettatura di colore marrone-rossiccio, non di rado con screziature più evidenti verso il polo ottuso: le uova vengono covate da ambedue i genitori (che si alternano nell'incubazione) per circa 16-19 giorni, al termine dei quali schiudono pulli ciechi ed implumi.
I nidiacei vengono accuditi e imbeccati da ambedue i genitori: 19-23 giorni dopo la schiusa, essi cominciano a tentare l'involo, e dopo circa un'ulteriore decina di giorni tendono ad allontanarsi dal nido natio.

## Distribuzione e habitat

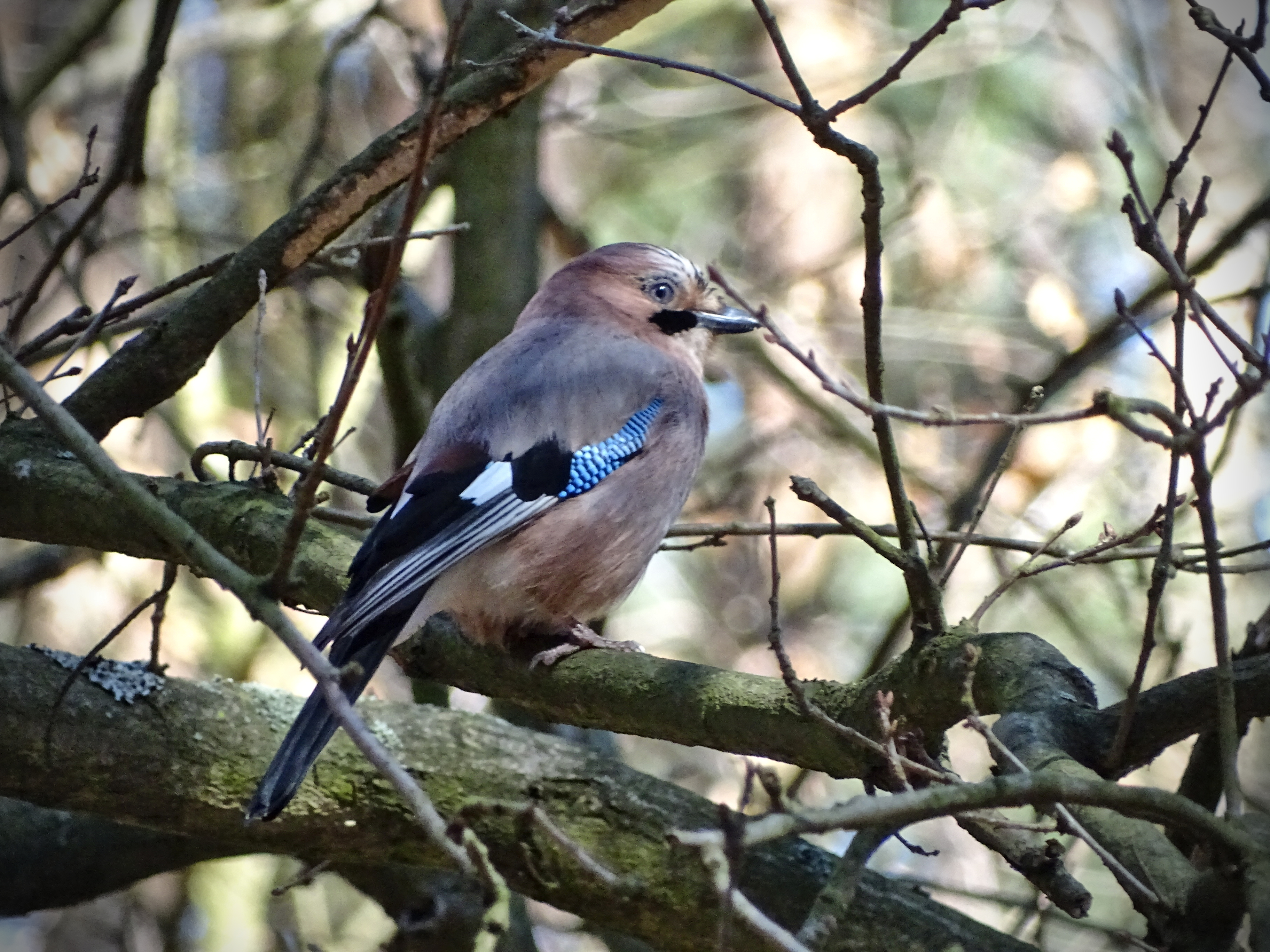
Esemplare a Leszno.

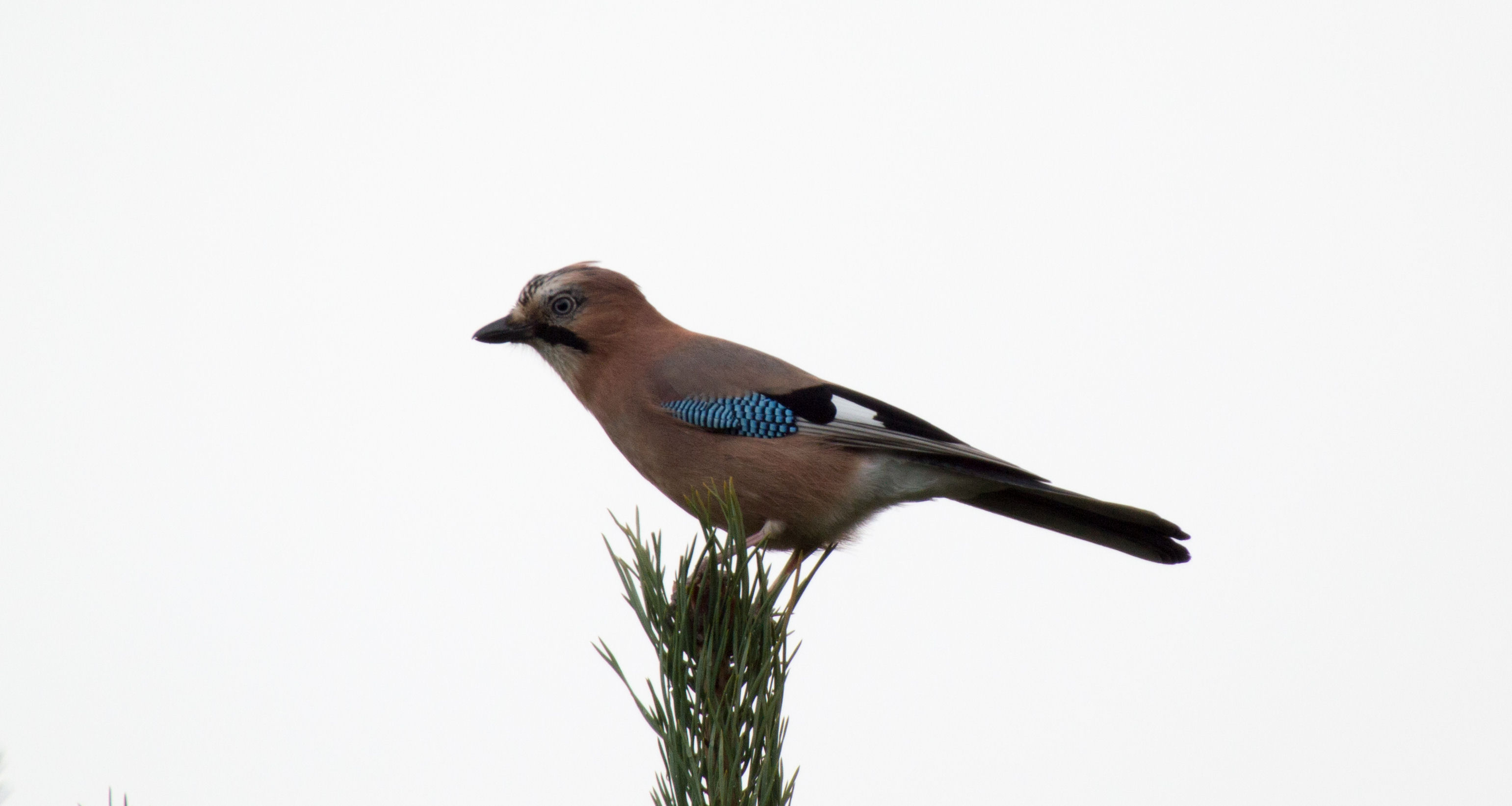
Esemplare in Finlandia.

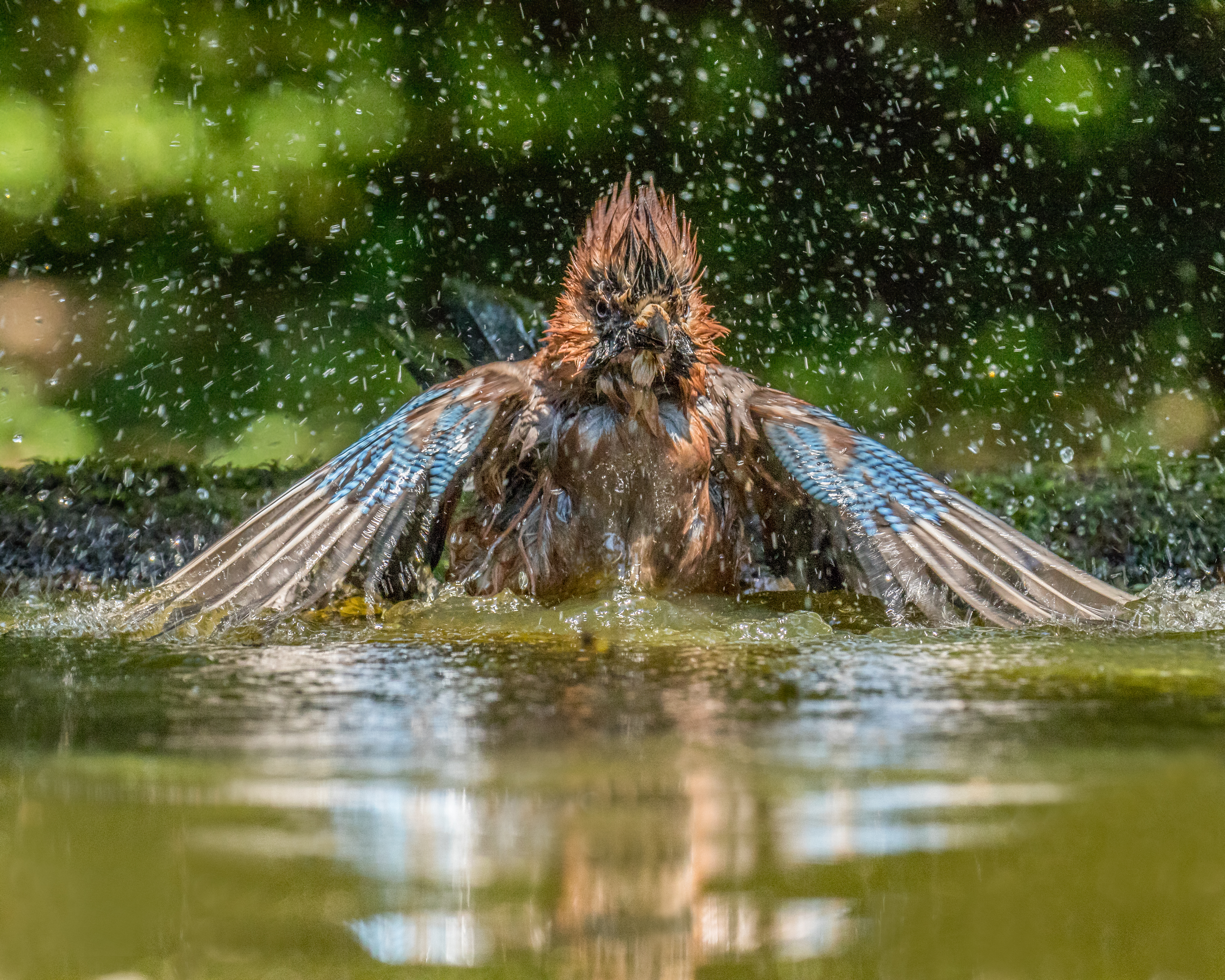
Esemplare al bagno nell'Hampshire.

La ghiandaia occupa un vasto areale paleartico, che comprende gran parte dell'Europa (comprese le Isole Britanniche, mentre la specie è assente dal sud-ovest della penisola iberica, dall'Islanda e dalle porzioni centrali e settentrionali della penisola scandinava), i monti dell'Atlante in Nordafrica, la penisola anatolica, il Caucaso, il Levante, la Mesopotamia e le coste meridionali del Mar Caspio, e si estende ad est attraverso l'Asia centrale e la Siberia fino alla Manciuria (compresa l'isola di Sakhalin) e al Giappone, andando a sud (sebbene con areale disgiunto) fino all'Indocina (Birmania e coste settentrionali del golfo del Siam) e alle pendici meridionali dell'Himalaya.

In Italia la ghiandaia è diffusa in tutto il territorio nazionale, comprese le isole maggiori: nello Stivale e in Sicilia è presente la sottospecie albipectus, mentre in Sardegna abita l'endemica sottospecie ichnusae.
L'habitat di questi uccelli è rappresentato dalle foreste cedue e miste, con predilezione per le aree boschive a prevalenza di querce e carpini: la ghiandaia si rivela tuttavia un uccello molto adattabile, che abita senza grossi problemi anche la taiga, le pinete e la macchia mediterranea. Questi uccelli, inoltre, sebbene tendano a rimanere piuttosto schivi, non risentono eccessivamente della presenza umana, colonizzando i giardini, i parchi e le aree alberate suburbane, non di rado beneficiando della presenza di acqua e cibo (sotto forma di granaglie reperibili nelle mangiatoie per uccelli di piccola taglia).
Sebbene sia un uccello tendenzialmente stanziale, la ghiandaia è un ottimo volatore, e soprattutto le popolazioni delle aree più fredde tendono a migrare verso climi più miti (o a quota più bassa, se si tratta di popolazioni montane) per sfuggire ai rigori invernali, seguendo pattern irregolari.

## Tassonomia

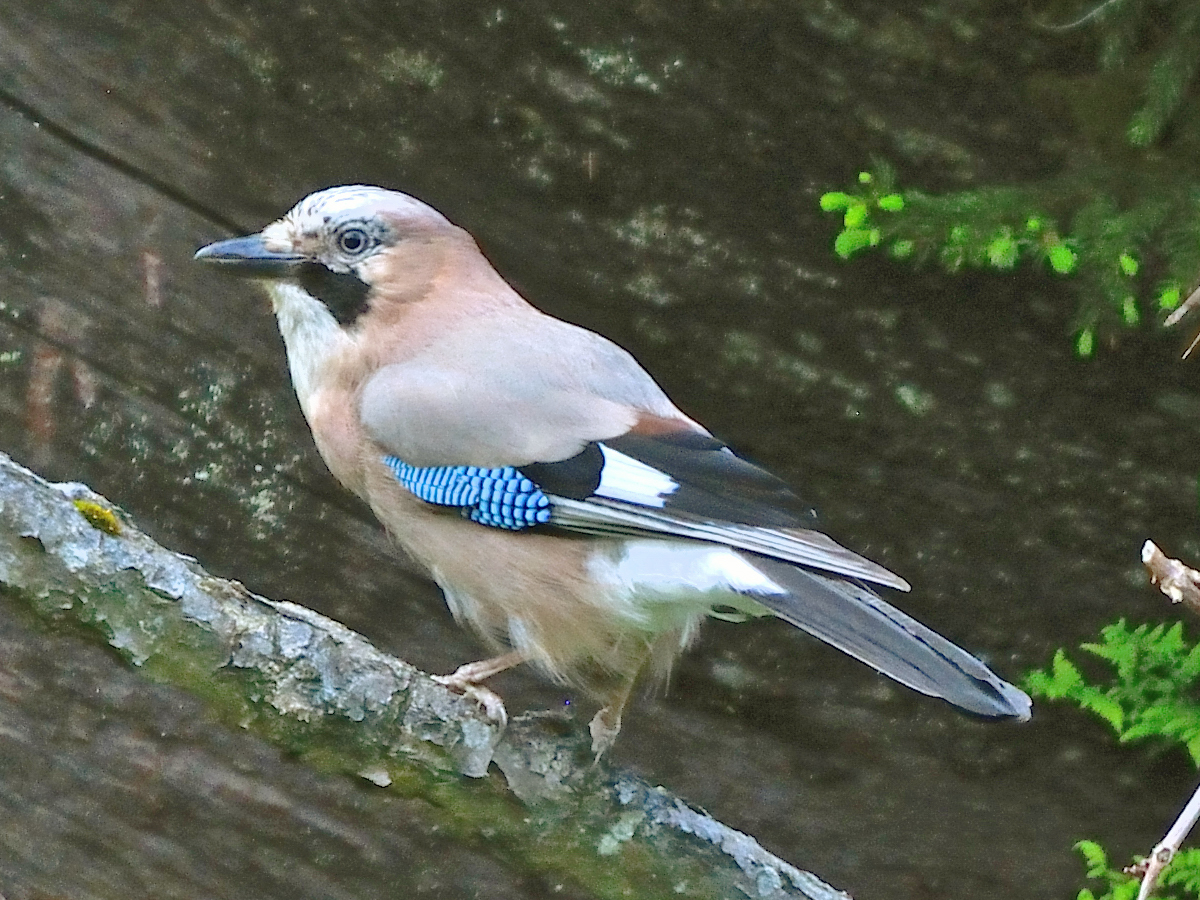
Esemplare della sottospecie nominale nei pressi di Bergogno.

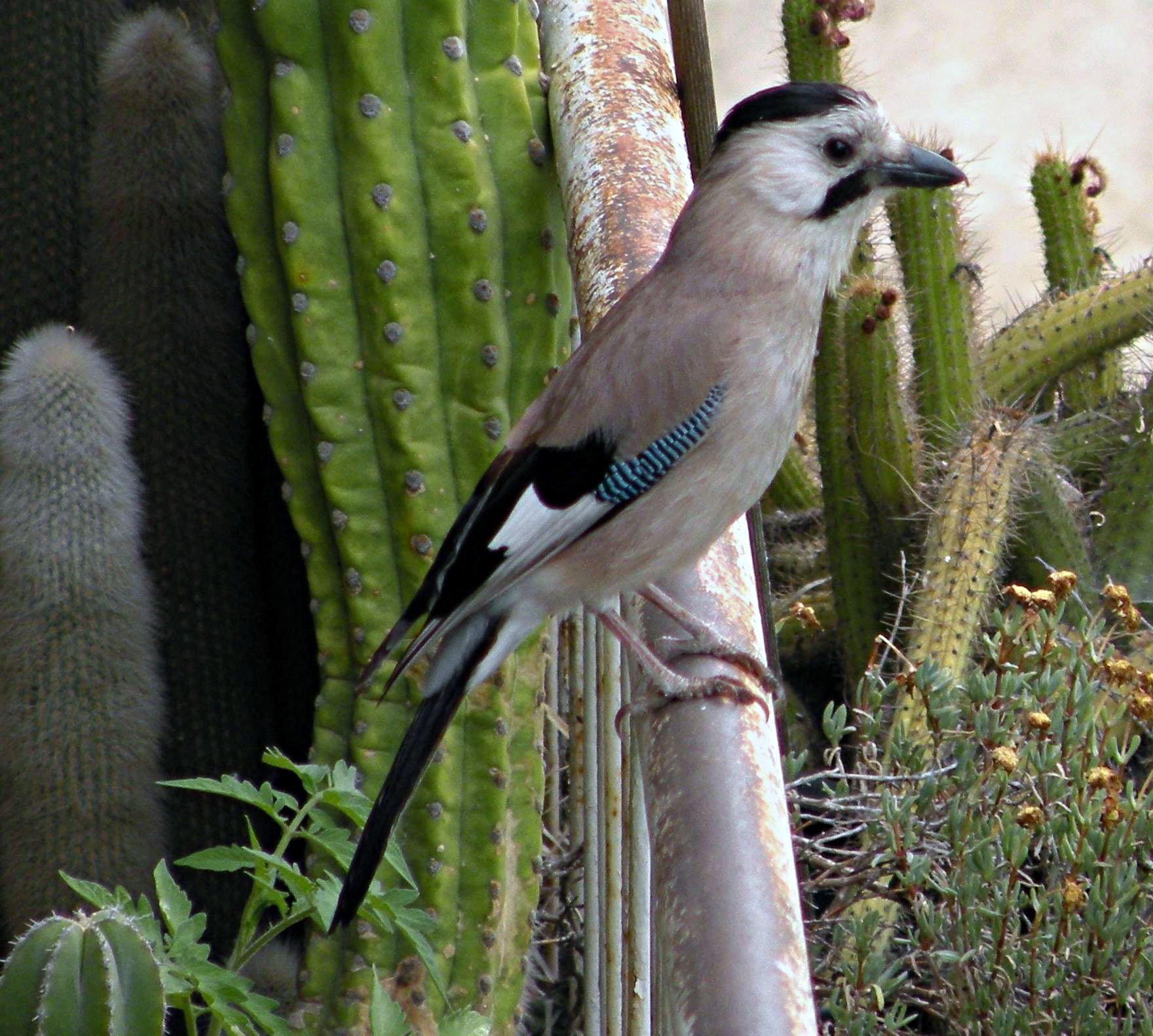
Esemplare della sottospecie atricapillus a Gerusalemme.

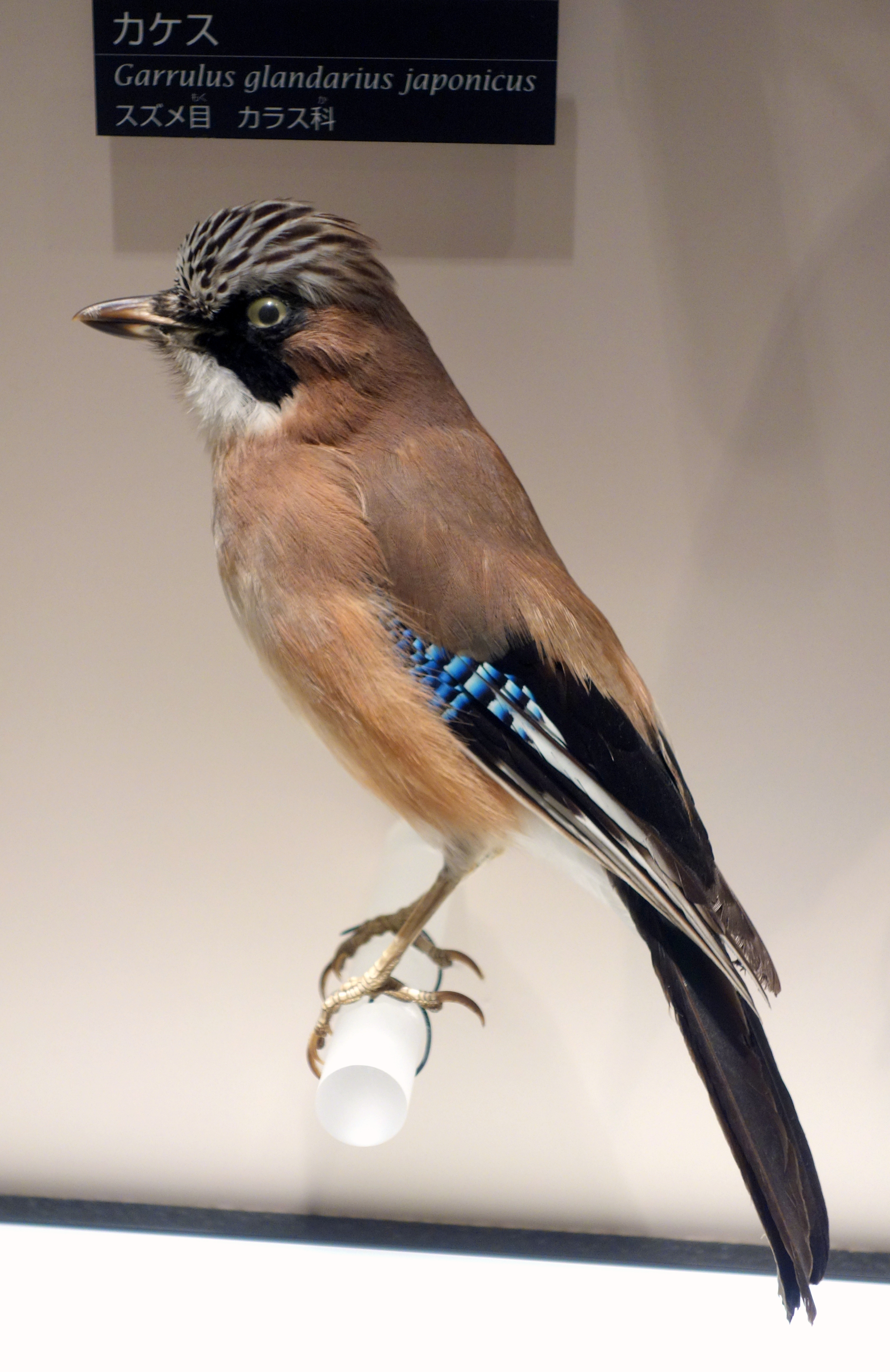
Esemplare impagliato della sottospecie japonicum.

Se ne riconoscono ben 34 sottospecie:
- Garrulus glandarius hibernicus Witherby & Hartert, 1911 - endemica dell'Irlanda;
- Garrulus glandarius rufitergum Hartert, 1903 - diffusa in Gran Bretagna, Normandia e Bretagna;
- Garrulus glandarius glandarius (Linnaeus, 1758) - la sottospecie nominale, diffusa in Europa centrale e Fennoscandia, ad est fino agli Urali;
- Garrulus glandarius fasciatus (Brehm, 1857) - endemica della penisola iberica;
- Garrulus glandarius corsicanus Laubmann, 1912 - endemica della Corsica;
- Garrulus glandarius ichnusae Kleinschmidt, 1903 - endemica della Sardegna;
- Garrulus glandarius albipectus Kleinschmidt, 1920 - diffusa nella penisola italiana, in Sicilia e in Dalmazia;
- Garrulus glandarius graecus Keve-Kleiner, 1939 - diffusa nella penisola balcanica e in Grecia;
- Garrulus glandarius ferdinandi Keve-Kleiner, 1944 - diffusa in Tracia;
- Garrulus glandarius cretorum Meinertzhagen, 1920 - endemica di Creta;
- Garrulus glandarius glaszneri Madarász, 1902 - endemica di Cipro
- Garrulus glandarius whitakeri Hartert, 1903 - diffusa nel nord del Marocco e in Algeria nord-occidentale;
- Garrulus glandarius minor Verreaux, 1857 - diffusa nell'Atlante sahariano;
- Garrulus glandarius cervicalis Bonaparte, 1853 - diffusa dalla Cabilia al nord-ovest della Tunisia;
- Garrulus glandarius samios Keve-Kleiner, 1939 - endemica di Samo;
- Garrulus glandarius anatoliae Seebohm, 1883 - diffusa nella penisola anatolica ad est fino ai monti Zagros;
- Garrulus glandarius iphigenia Sushkin & Ptuschenko, 1914 - endemica della Crimea;
- Garrulus glandarius krynicki Kaleniczenko, 1839 - diffusa in Turchia nord-orientale e nel Caucaso;
- Garrulus glandarius atricapillus Geoffroy Saint-Hilaire, 1832 - diffusa nel Levante (Siria e Giordania occidentali, Israele);
- Garrulus glandarius hyrcanus Blanford, 1873 - diffusa nel sud-est dell'Azerbaigian e lungo le coste iraniane del Mar Caspio;
- Garrulus glandarius brandtii Eversmann, 1842 - diffusa dagli Urali a Sakhalin, a Hokkaidō e alla Corea, a sud fino al nord di Turkestan e Mongolia e alla Manciuria;
- Garrulus glandarius kansuensis Stresemann, 1928 - diffusa in Cina centrale (Qinghai, Gansu e nord-ovest del Sichuan);
- Garrulus glandarius pekingensis Reichenow, 1905 - diffusa in Cina orientale (Liaoning meridionale, Shanxi, Hebei e area di Pechino);
- Garrulus glandarius japonicus Temminck & Schlegel, 1847 - diffusa a Honshū e Oshima;
- Garrulus glandarius tokugawae Taka-Tsukasa, 1931 - endemica di Sado;
- Garrulus glandarius orii Kuroda, 1923 - endemica di Yakushima;
- Garrulus glandarius sinensis Swinhoe, 1871 - diffusa in Cina centro-meridionale e nel nord della Birmania;
- Garrulus glandarius taivanus Gould, 1863 - endemica di Taiwan;
- Garrulus glandarius bispecularis Vigors, 1831 - diffusa sulle pendici sud-occidentali dell'Himalaya dall'area di Murri al Nepal occidentale;
- Garrulus glandarius interstinctus Hartert, 1918 - diffusa lungo le pendici sud-orientali dell'Himalaya, dal sud del Tibet all'Assam;
- Garrulus glandarius persaturatus Hartert, 1918 - endemica del sud dell'Assam;
- Garrulus glandarius oatesi Sharpe, 1896 - endemica del nord-ovest della Birmania;
- Garrulus glandarius haringtoni Rippon, 1905 - diffusa in Birmania occidentale;
- Garrulus glandarius leucotis Hume, 1874 - diffusa dalla Birmania centrale all'Indocina centrale e meridionale;

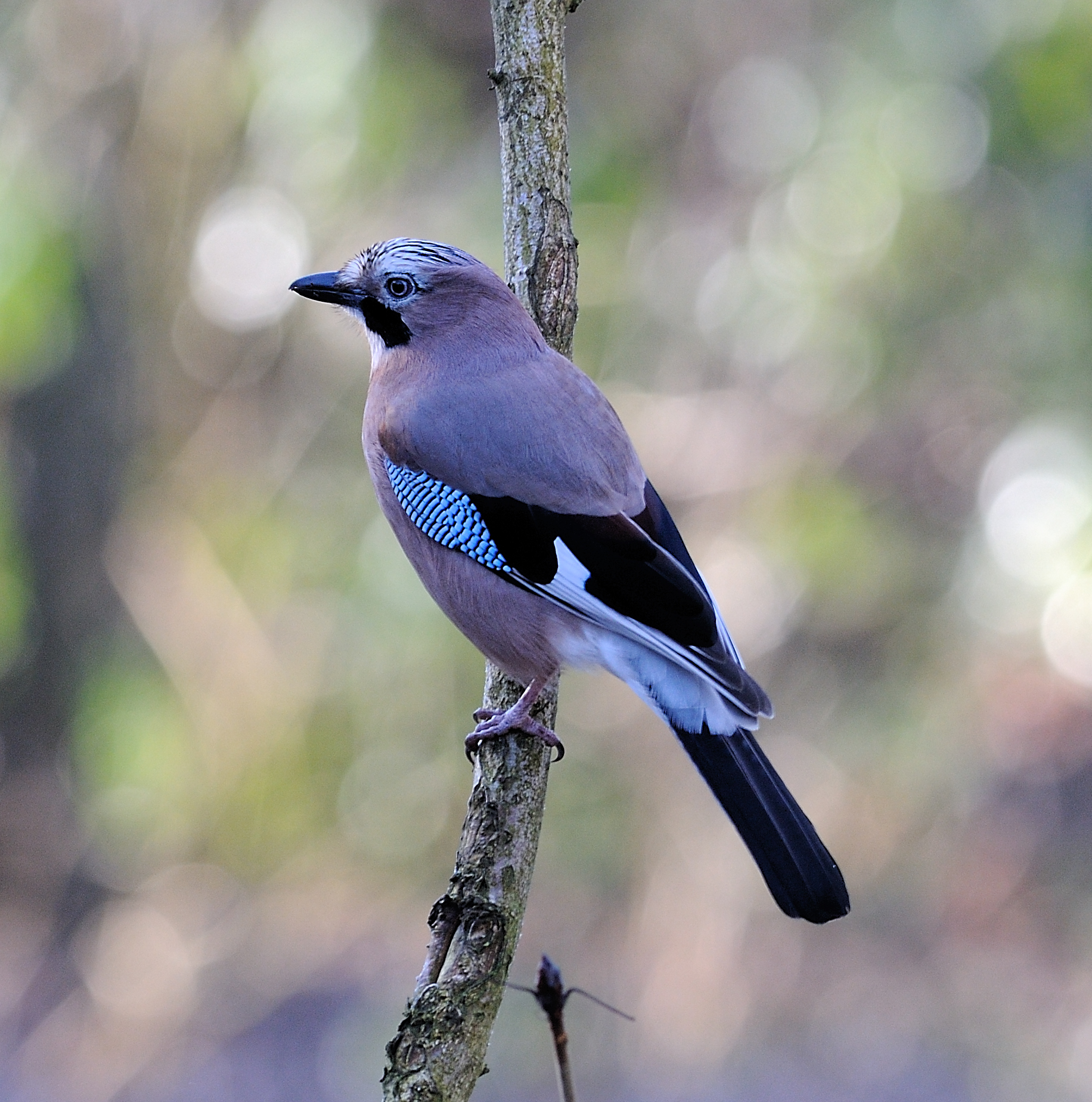
Esemplare della sottospecie rufitergum a Corby.
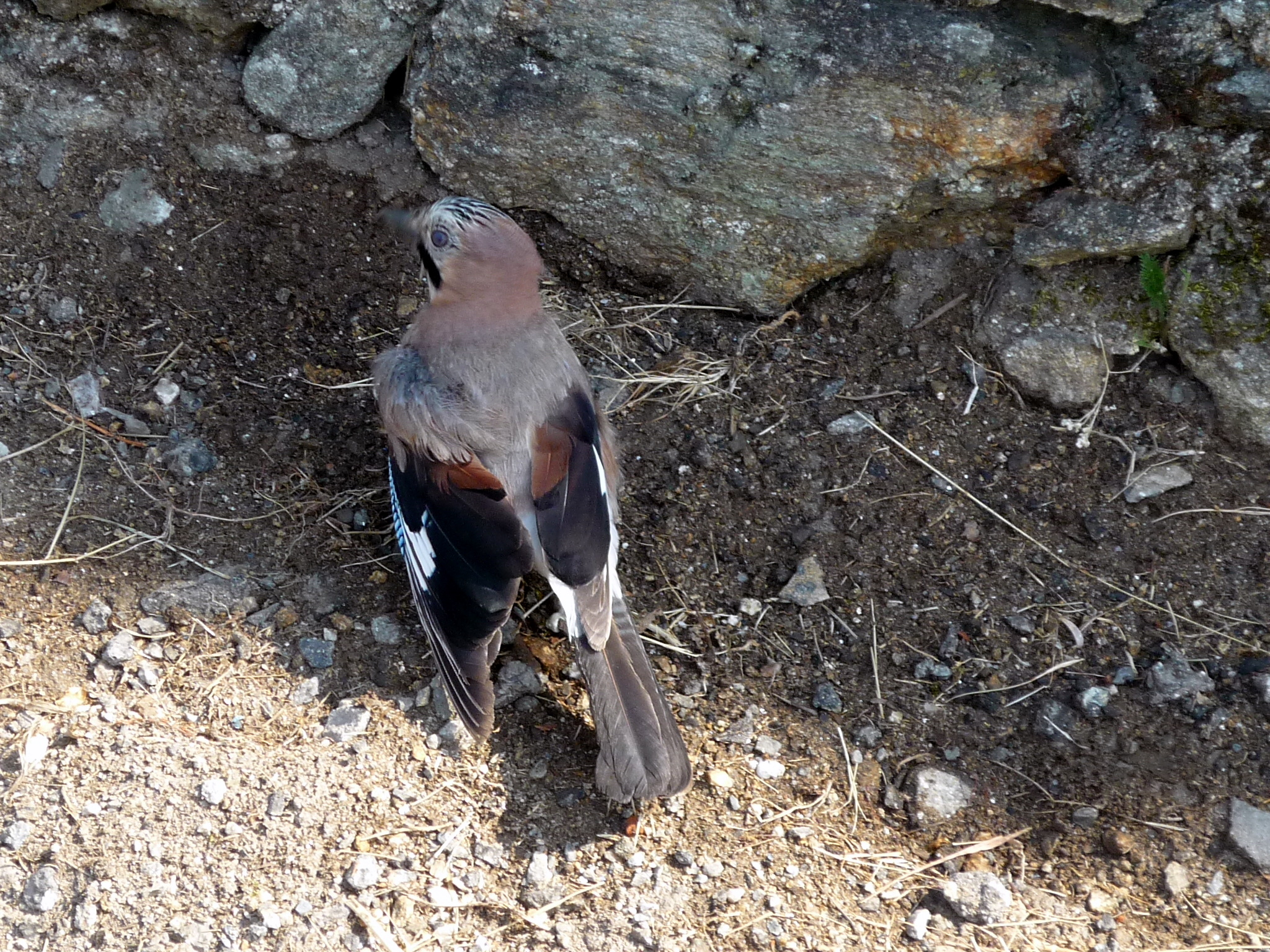
Esemplare della sottospecie fasciatus in Galizia.
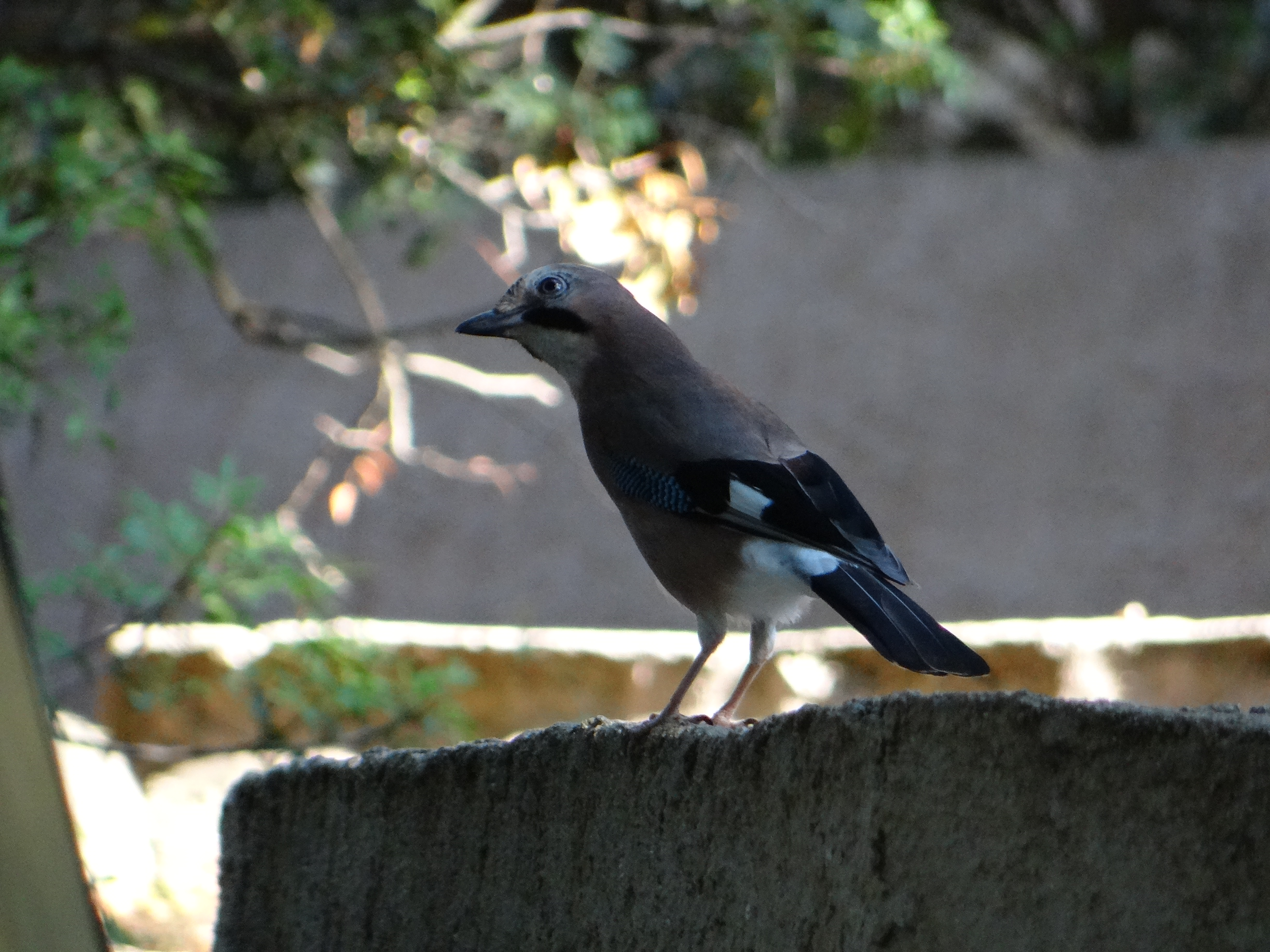
Esemplare della sottospecie corsicanus nei pressi di Porto.
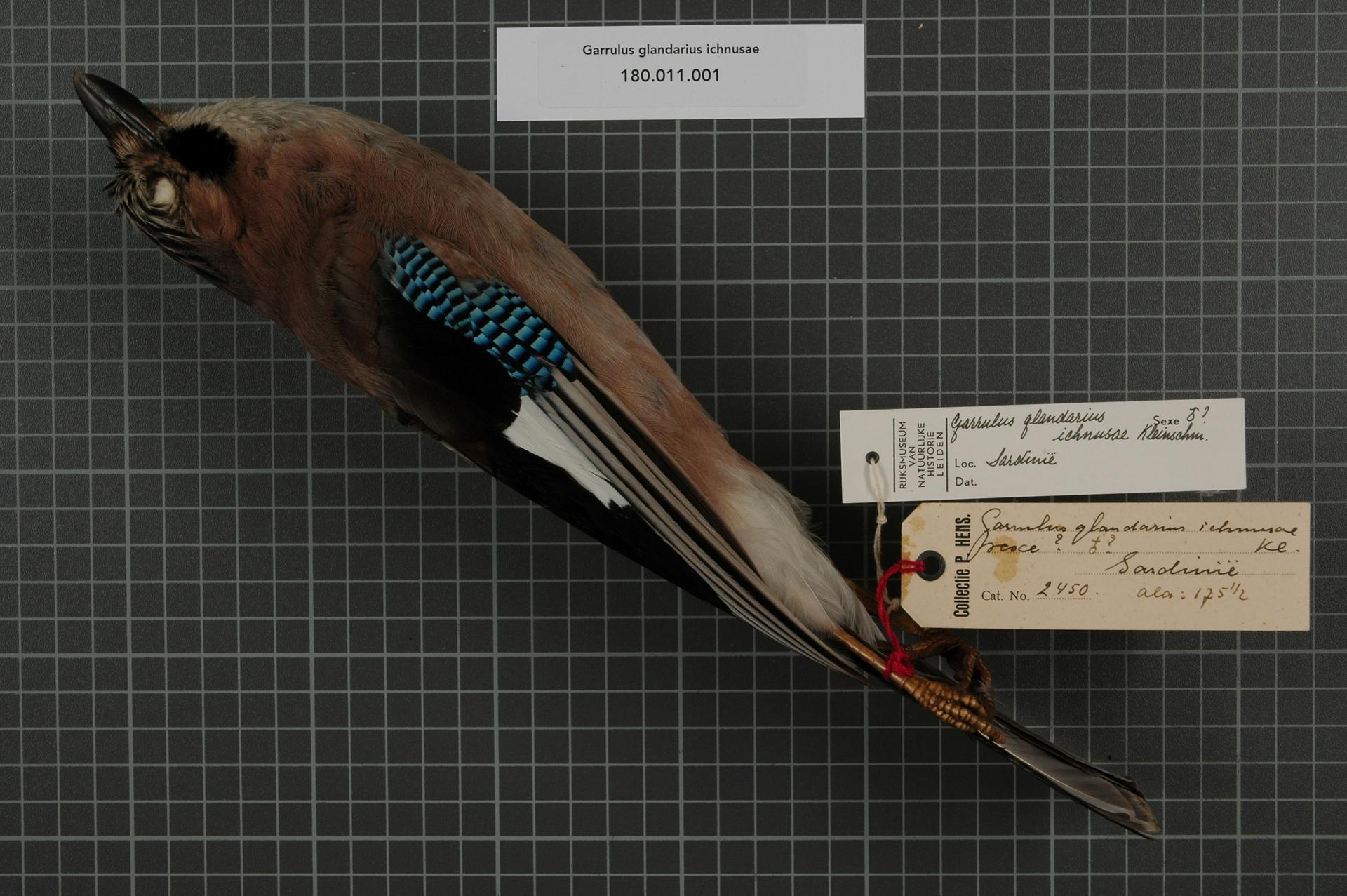
Esemplare impagliato della sottospecie ichnusae.
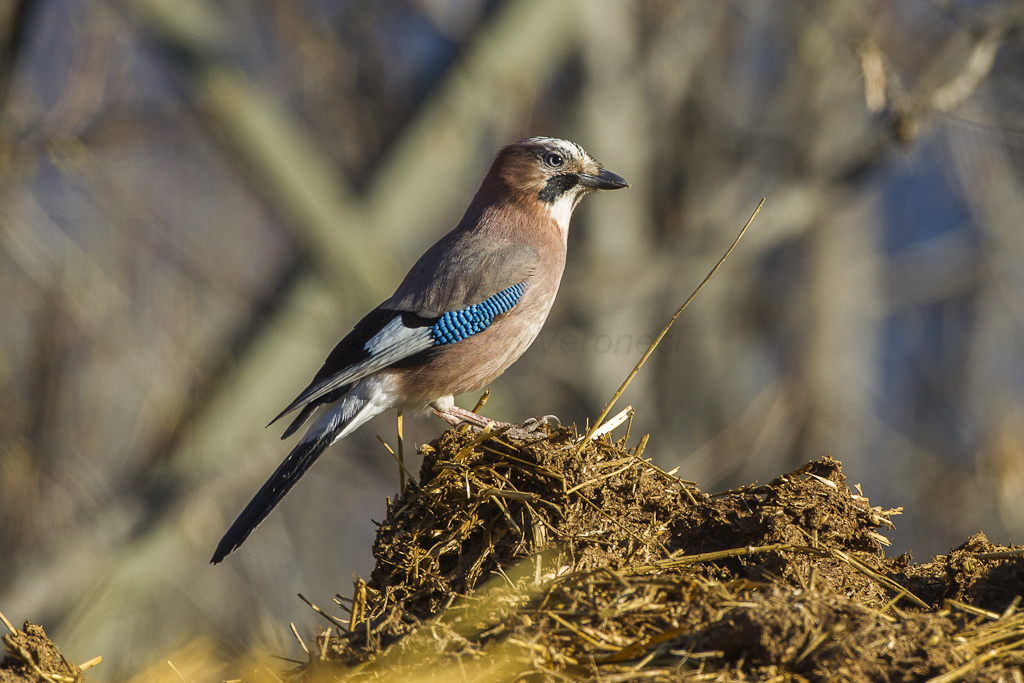
Esemplare della sottospecie albipectus a La Salle.
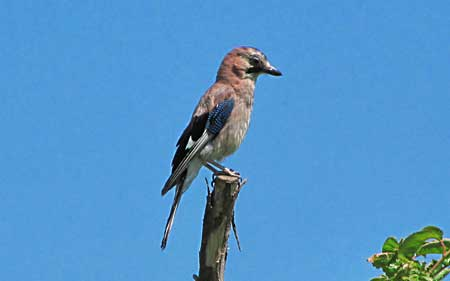
Esemplare della sottospecie graecus in Serbia.
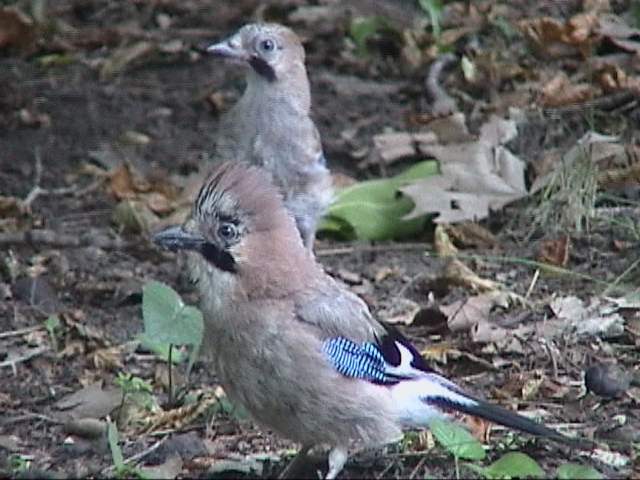
Due esemplari della sottospecie ferdinandi in Dobrugia meridionale.
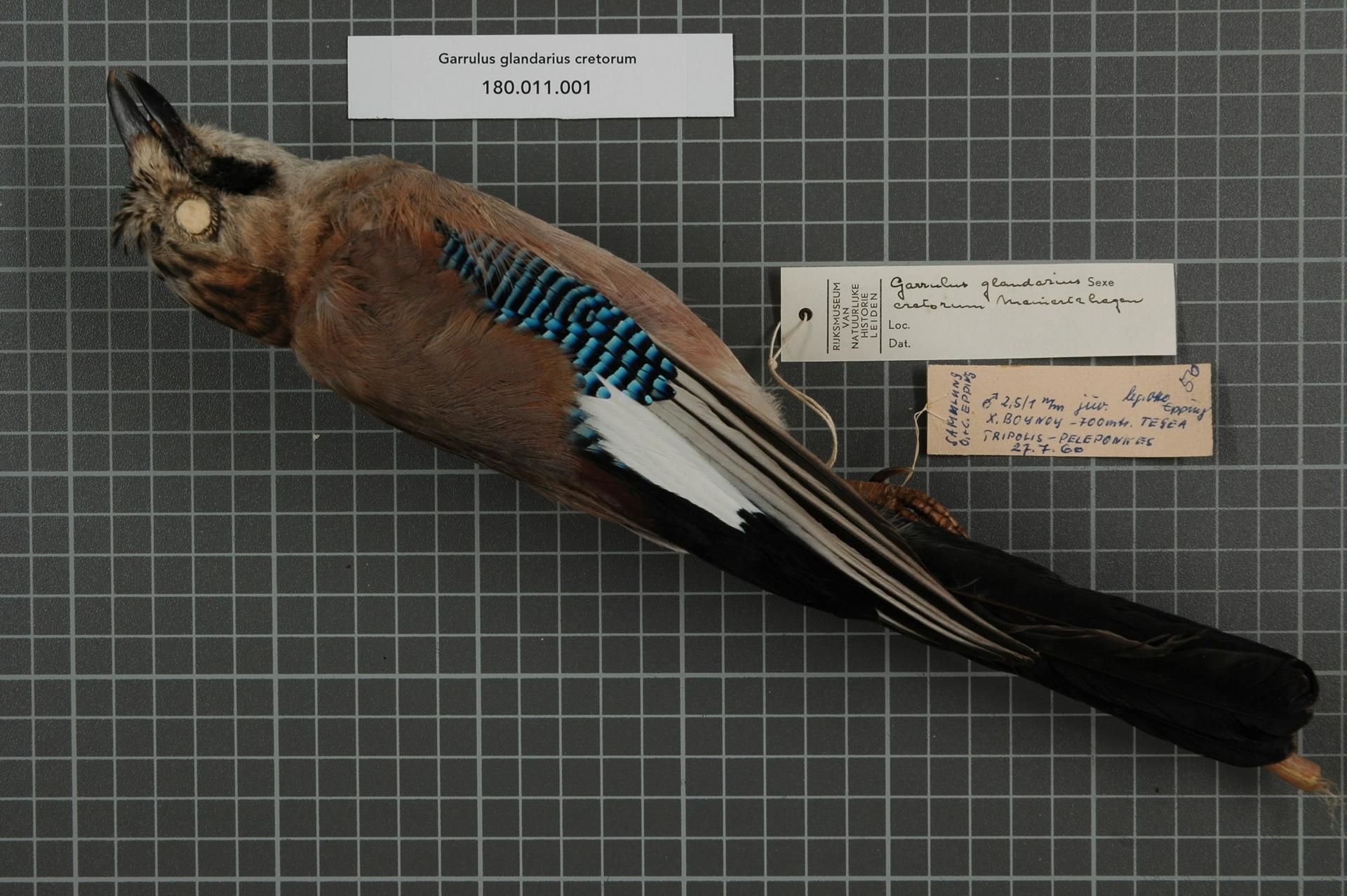
Esemplare impagliato della sottospecie cretorum.
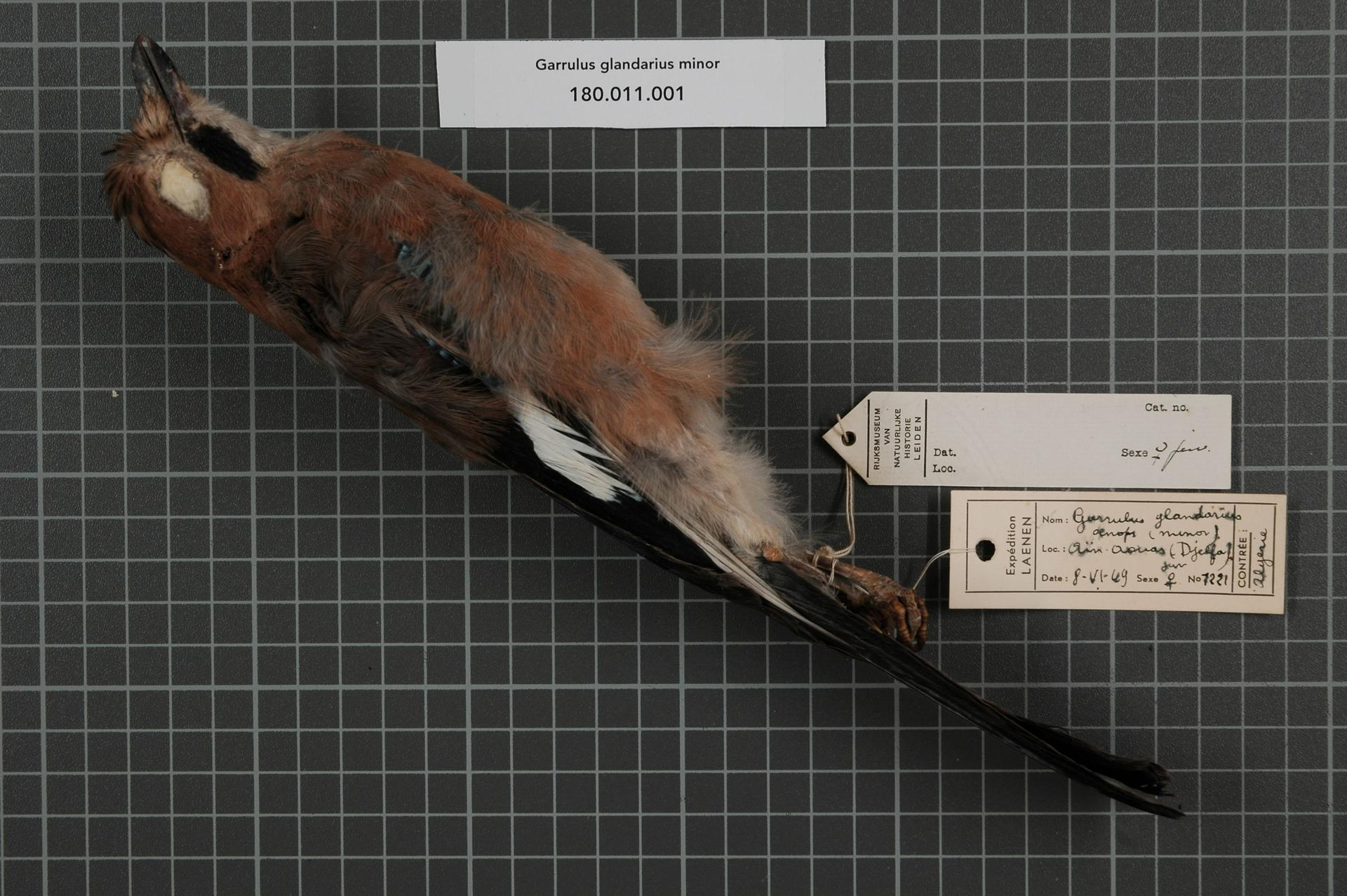
Esemplare impagliato della sottospecie minor.
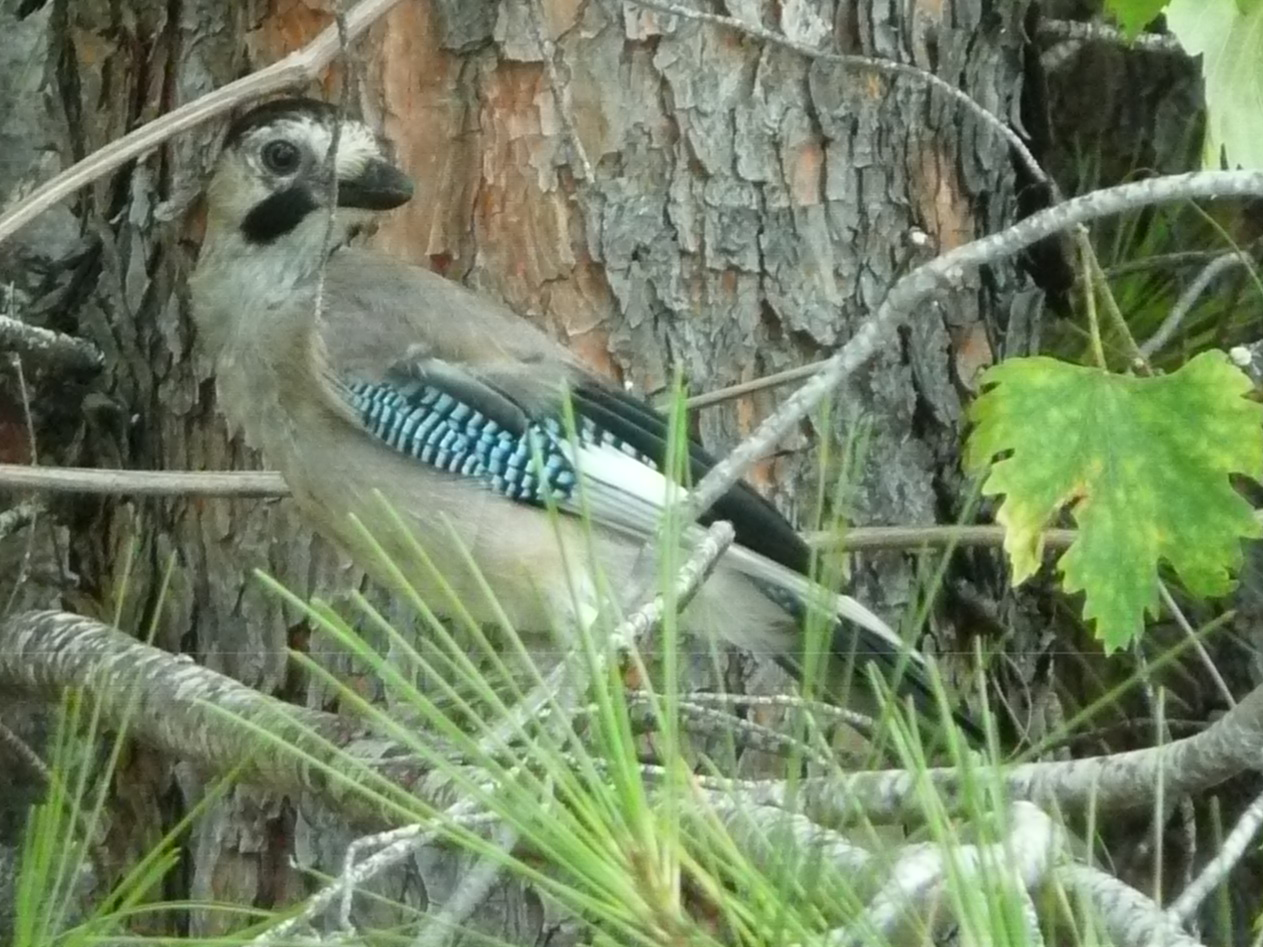
Esemplare della sottospecie anatoliae a Silifke.
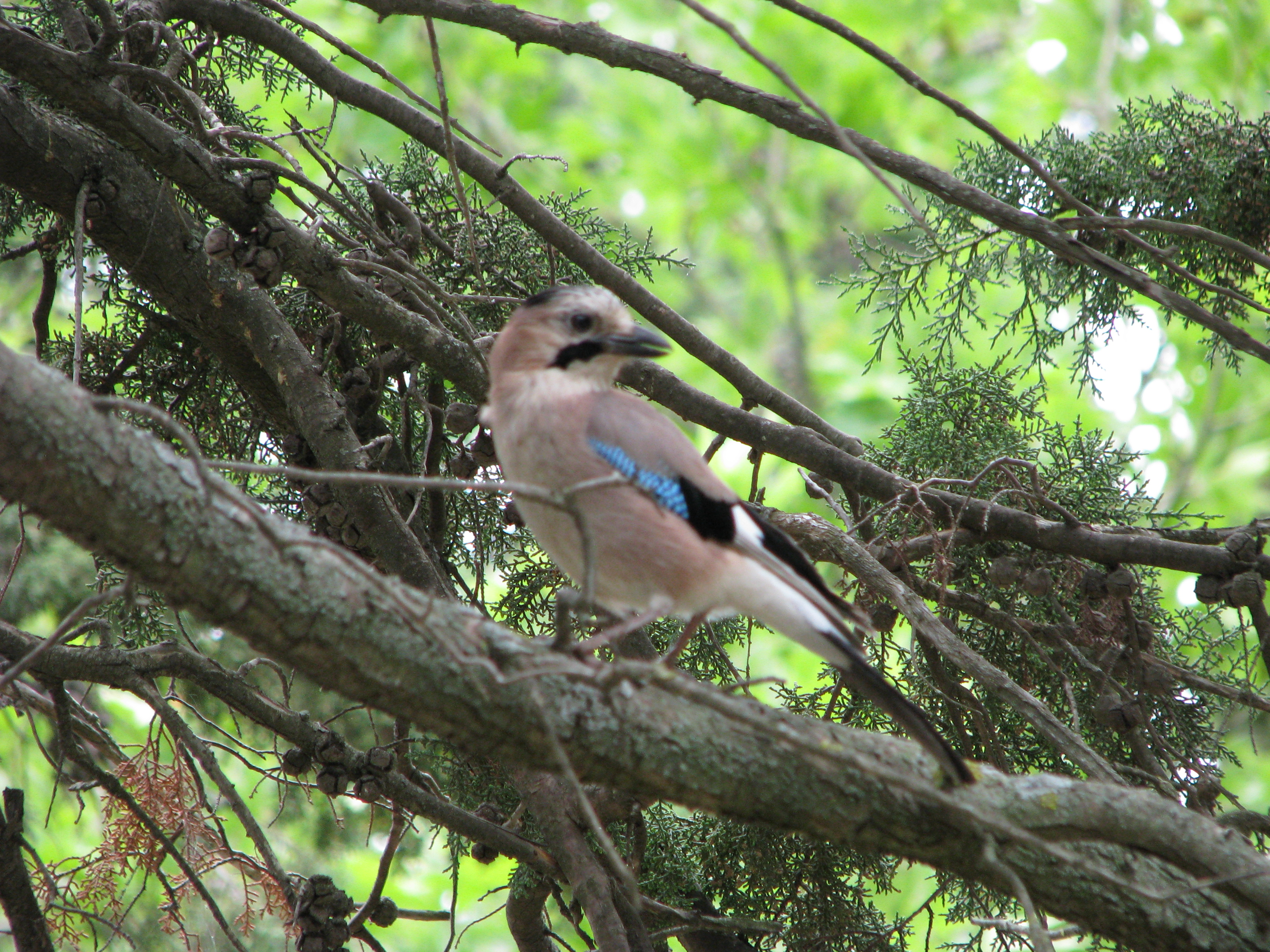
Esemplare della sottospecie iphigenia a Jalta.
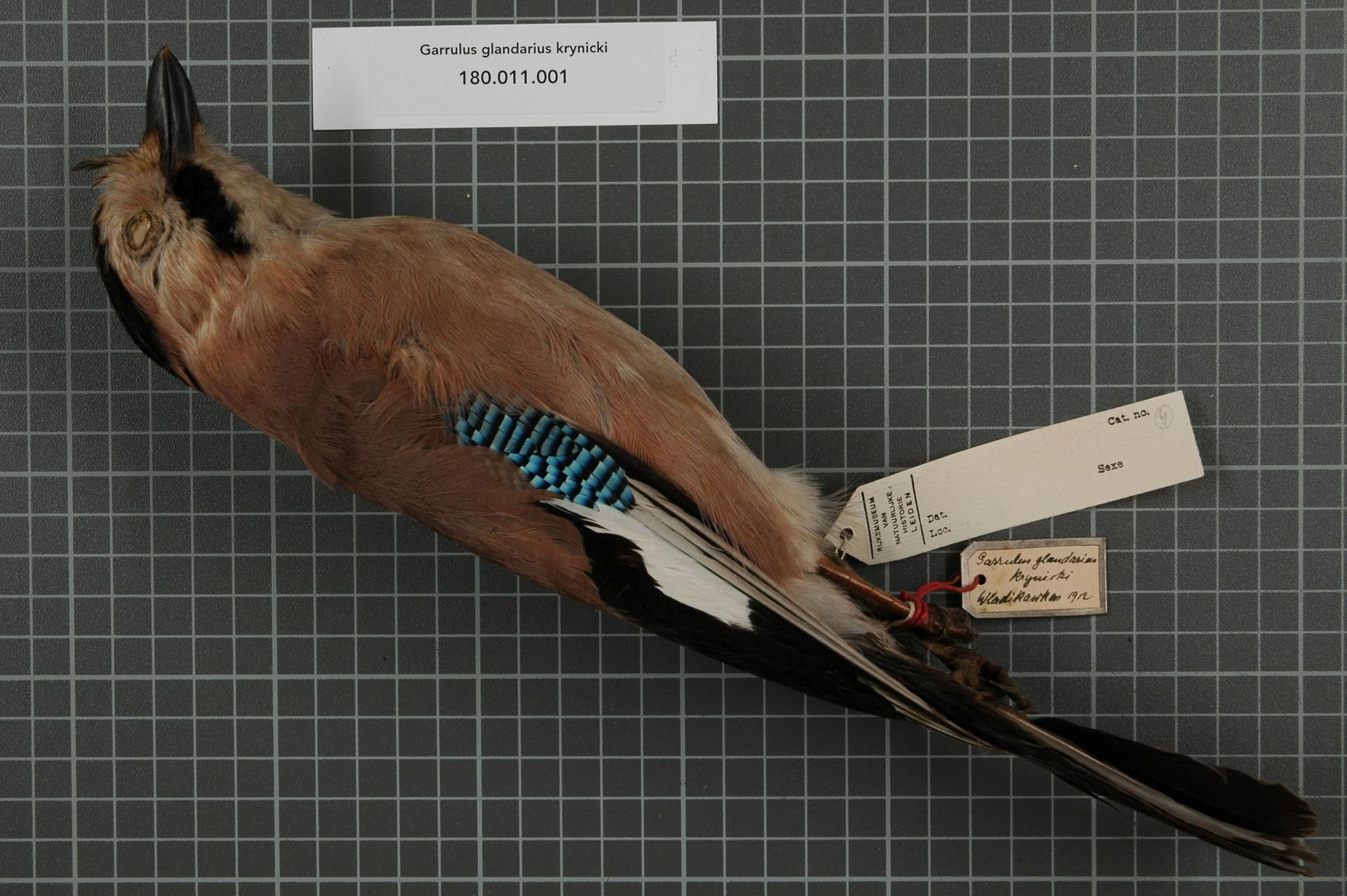
Esemplare impagliato della sottospecie krynicki.
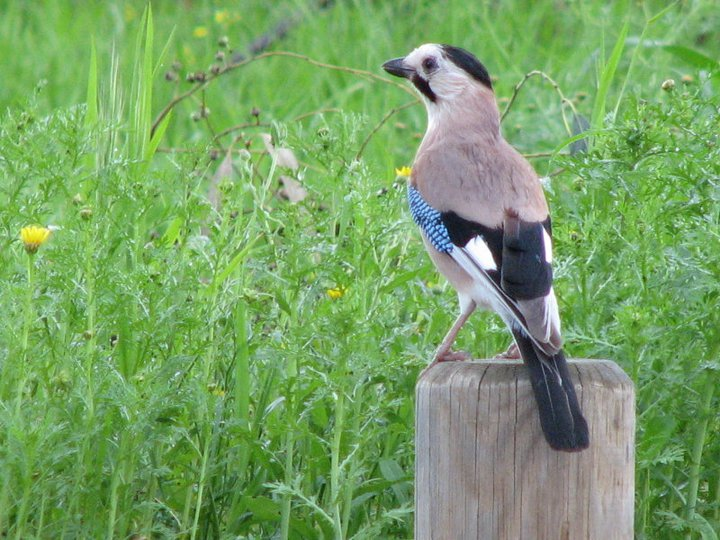
Esemplare della sottospecie atricapillus ad Antipatride.
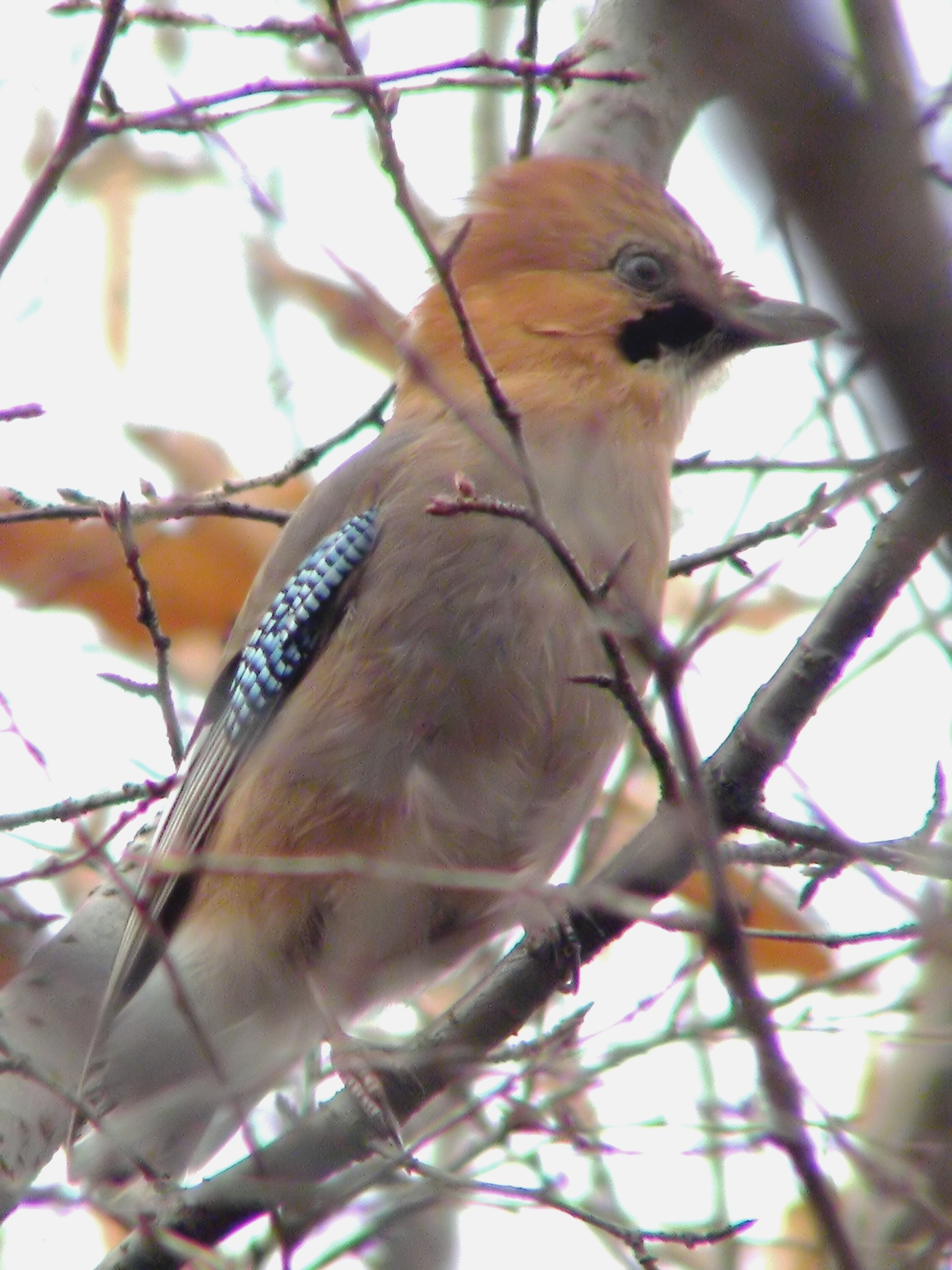
Esemplare della sottospecie brandtii a Seul.
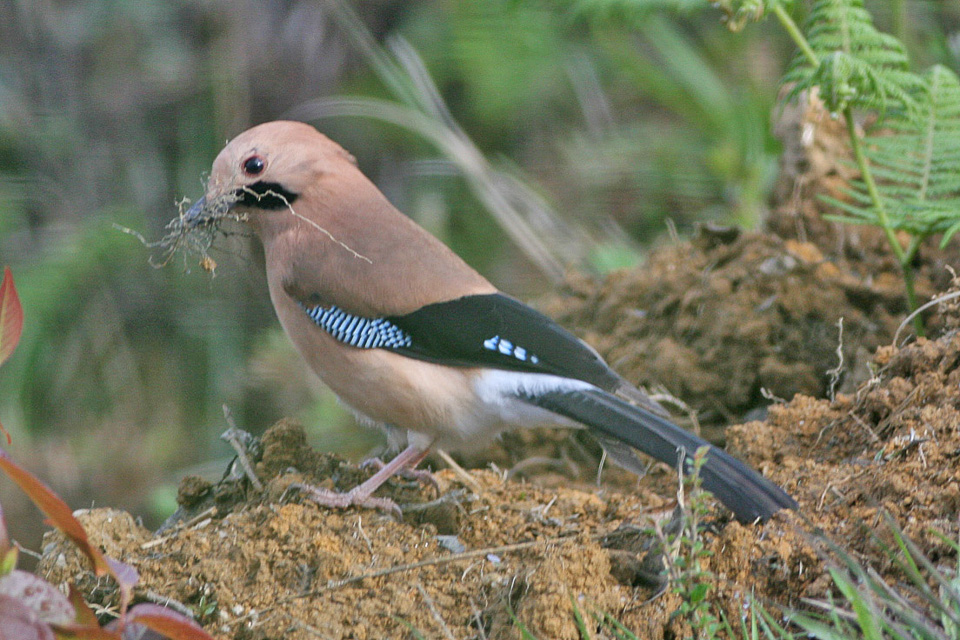
Esemplare della sottospecie interstinctus nei pressi di Tongsa.
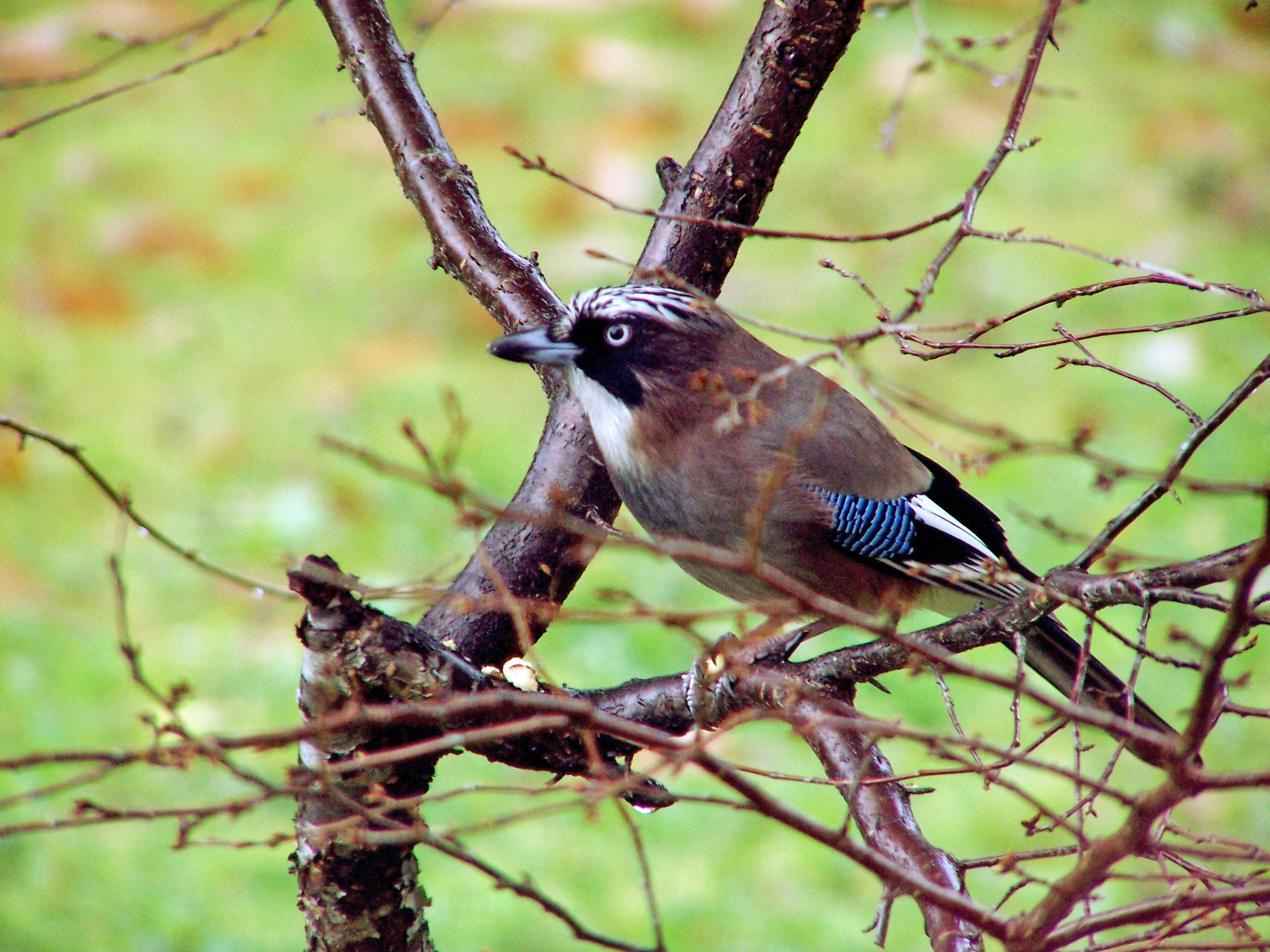
Esemplare della sottospecie japonicus a Fukushima.
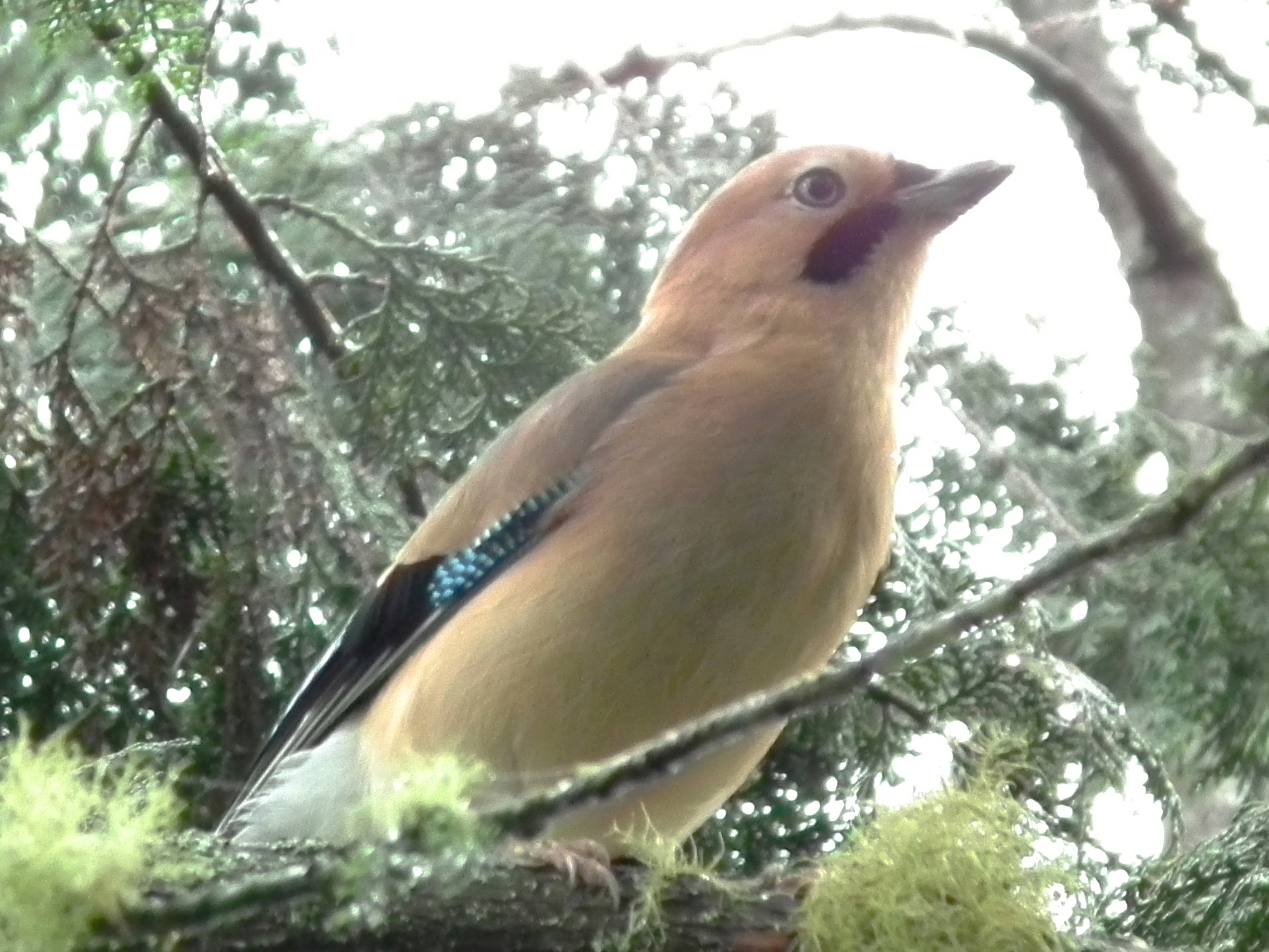
Esemplare della sottospecie taivanus nella contea di Chiayi.

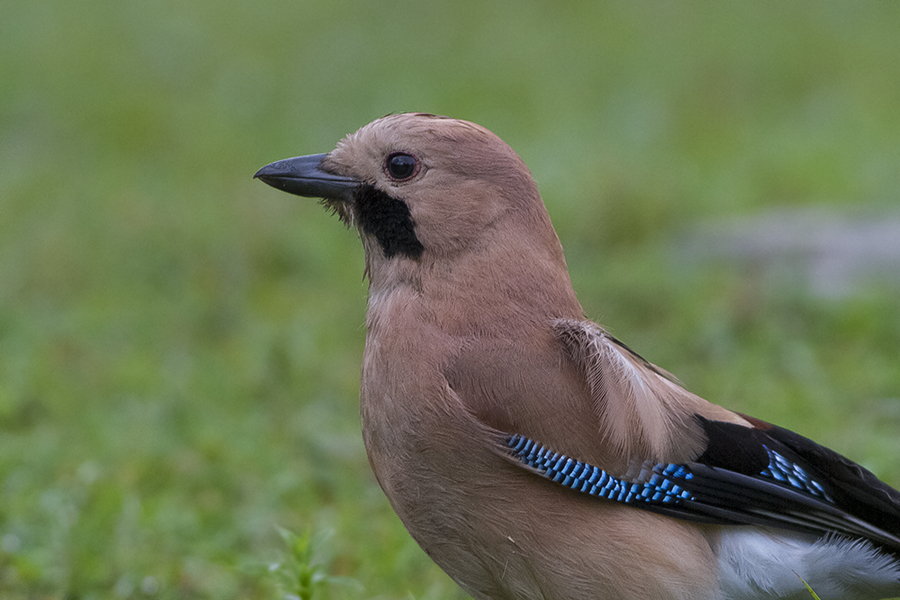
Esemplare della sottospecie (secondo alcuni specie a sé stante) bispecularis nel distretto di Chamoli.

Le sottospecie di ghiandaia possono a loro volta essere divise in otto gruppi:
- Un gruppo glandarius, comprendente le prime undici elencate, accomunate dal vertice picchiettato di nero;
- Un gruppo cervicalis a distribuzione nordafricana, comprendente le sottospecie cervicalis, minor e whitakeri, caratterizzate da nuca rossiccia, dorso g rigiastro, lati della testa chiari;
- Un gruppo atricapillus a distribuzione mediorientale, comprendente le sottospecie anatoliae, atricapillus, iphigeniae, krynickie samios, accomunate da testa chiara, nuca e dorso di colore uniforme e vertice nero;
- Un gruppo monotipico hyrcanus delle foreste miste ircane del Caspio, piccolo e con fronte nera e nuca screziata;
- Un gruppo brandtii comprendente appunto le sottospecie brandtii, kansuensis e pekingensis, accomunate da testa rossiccia, dorso grigio, corona screziata ed occhi scuri;
- Un gruppo japonicus del Giappone centro-meridionale, comprendente le sottospecie japonicus, tokugawae e orii, accomunate da testa scura con vertice tessellato di nero e da un'ampia area bianca alare;
- Un gruppo bispecularis della Cina e dell'Himalaya, comprendente le sottospecie bispecularis, interstinctus, persaturatus, sinensis e taivanus, accomunate dalla colorazione rosata senza grigio e con vertice di colore uguale al resto della testa, nonché dall'assenza di bianco alare;
- Un gruppo leucotis del Sud-est asiatico, comprendente appunto leucotis e oatesi, con testa e fronte bianche, vertice nero e assenza di bianco alare;

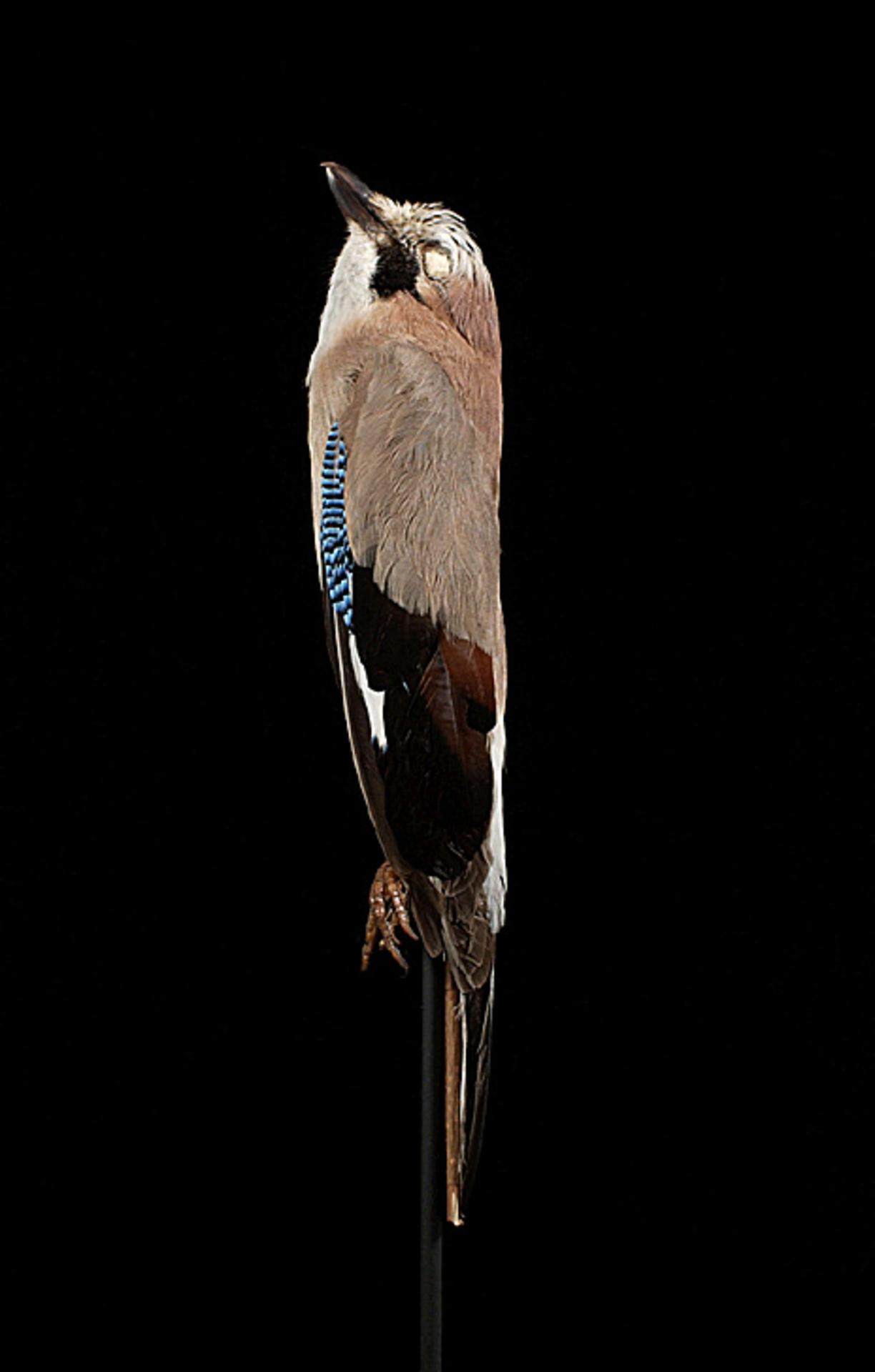
Esemplare impagliato della presunta sottospecie lusitanicum.

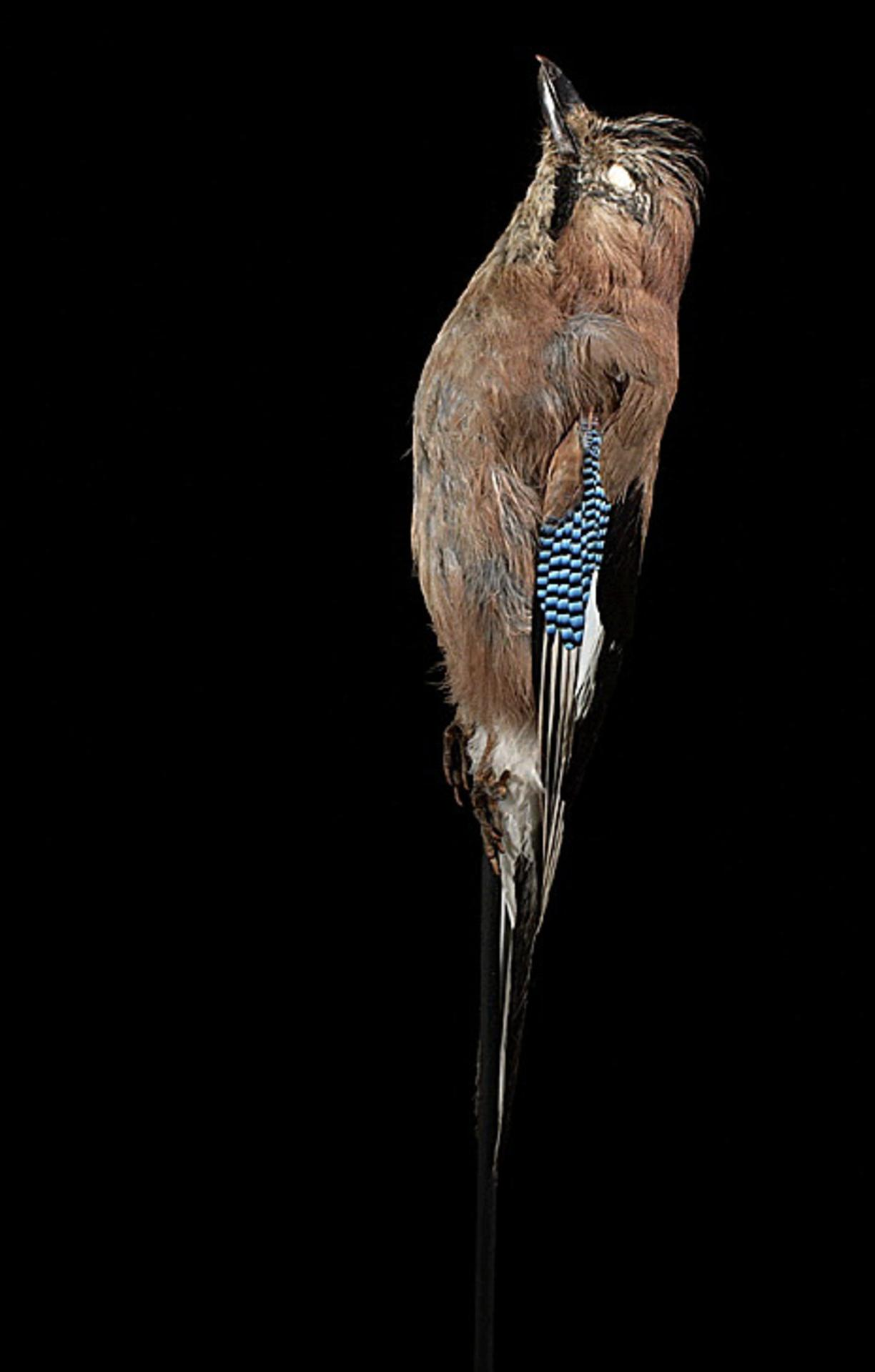
Esemplare impagliato della presunta sottospecie yugoslavicus.

L'effettivo status tassonomico delle varie sottospecie è ancora lungi dall'essere chiarito del tutto: alcuni autori riconoscerebbero infatti anche le sottospecie armoricanus, caledoniensis (sinonimizzate con rufitergum) septentrionalis (sinonimizzata con la nominale), lusitanicum (sinonimizzata con fasciatus), yugoslavicus, jordansi (sinonimizzate con albipectus), oenops, theresae (sinonimizzate con minor), rhodus, zervasi, chiou, susianae, hansguentheri (sinonimizzate con anatoliae), nigrifrons (sinonimizzata con krynicki), caspius (sinonimizzata con hyrcanus), sewerzowii, bambergi, pallidifrons, kurilensis, ussuriensis (sinonimizzate con brandtii), diaphorus (sinonimizzata con pekingensis), namiyei, hiugaensis, schimoizumii (sinonimizzate con japonicus), insularis (sinonimizzata con taivanus), azureitinctus (sinonimizzata con interstinctus), rufescens, rubrosus e minhoensis (sinonimizzate con sinensis).

Altri autori, invece, propenderebbero per l'accorpamento di persaturatus a interstinctus, oltre all'abolizione della sottospecie oatesi (considerata un meticcio).
I gruppi bispecularis e leucotis, inoltre, appaiono piuttosto distinti dagli altri, oltre che per la livrea, anche geneticamente e a livello di vocalizzazioni, tanto che alcuni autori sarebbero propensi ad elevarli al rango di specie a sé stanti coi nomi di G. bispecularis e G. leucotis, rispettivamente.

## Nella cultura

### Letteratura
La ghiandaia è protagonista della fauna di Panem Capitol City nell'universo di Hunger Games creato da Suzanne Collins: nello specifico, il simbolo della protagonista nonché titolo del terzo libro della saga è la ghiandaia imitatrice (in inglese mockingjay).
Le ghiandaie imitatrici sono il risultato "naturale" di un esperimento fallito del governo di Panem, il quale ha originariamente creato in laboratorio le ghiandaie chiacchierone (jabberjay), uccelli neri in grado di spiare i nemici di Capitol City e i ribelli durante i Giorni Bui. Questi ibridi venivano usati nei Distretti grazie alla loro capacità di memorizzare e ripetere intere conversazioni tra esseri umani. Una volta che i ribelli hanno realizzato che le loro conversazioni venivano "trasmesse" tramite questi animali, hanno cominciato ad utilizzarli contro la stessa Capitol City comunicando false informazioni. Alla fine il governo di Panem ha deciso di abbandonare l'esperimento e di liberare le ghiandaie chiacchierone in natura, disinteressandosi della loro sorte.
I maschi di ghiandaie chiacchierone si sono però accoppiati con esemplari femmina di uccelli mimo, (mockingbird), dando origine alle ghiandaie imitatrici (mockingjay), le quali non hanno più la capacità di riportare interi discorsi, ma riescono a replicare perfettamente i suoni e i motivi musicali. L'incapacità del governo di controllare questi animali, la loro capacità di sopravvivenza e il simbolismo legato alla loro origine li hanno resi una fonte d'ispirazione per la causa ribelle, divenendone anche il simbolo vero e proprio.